# Liste von Verkehrsmuseen
Die Liste von Verkehrsmuseen enthält alle bedeutenden, öffentlich zugänglichen Museen nach Ländern geordnet.

## Ägypten
- Ägyptisches Eisenbahnmuseum, Kairo

## Australien
- Archer Park Railway Station, Rockhampton, Queensland – Eisenbahnen
- Australian National Maritime Museum, Sydney, New South Wales – Schifffahrt
- Australian Railway Historical Society, Bassendean bei Perth, Western Australia – Eisenbahnen
- Australian Railway Historical Society Victorian Division, Inc., Williamstown North (Melbourne), Victoria.
- Ballarat Tramway Museum, Ballarat, Victoria – Straßenbahnen
- Bendigo Tram Museum, nördlich Melbourne, Victoria – Straßenbahnen
- Brisbane Tramway Museum, Ferny Grove, Brisbane, Queensland – Straßenbahnen
- Glenreagh Mountain Railway, Glenreagh, bei Coffs Harbour, New South Wales – Eisenbahnen
- Pichi Richi Railway, Quorn, South Australia – Eisenbahnen
- National Railway Museum, Port Adelaide, South Australia – Eisenbahnen
- National Road Transport Hall of Fame, Alice Springs, Nordterritorium – Landverkehr
- New South Wales Rail Transport Museum, Thirlmere, New South Wales – Eisenbahnen
- Old Ghan Heritage Railway, Alice Springs, Nordterritorium
- Qantas Founders Outback Museum, Longreach, Queensland – Luftfahrt, u. a. Boeing 747, und 707 der Qantas, Avro Replica
- Sydney Tramway Museum, Loftus, Sydney, New South Wales – Straßenbahnen
- St Kilda Tramway Museum, Adelaide, South Australia – Straßenbahnen
- Tasmanian Transport Museum, Glenorchy, Hobart, Tasmanien – Busse und Eisenbahnen
- Tramway Museum Society of Victoria, Bylands, Victoria – Straßenbahnen
- Valley Heights Locomotive Depot Heritage Museum, Valley Heights, New South Wales – Eisenbahnen
- Western Australia's Heritage Tramway, Whiteman Park bei Perth, Western Australia – Straßenbahnen
- Western Australian Maritime Museum, Fremantle, Western Australia – Schifffahrt

## Belgien
- Train World Brüssel
- Tramsite Schepdaal, Dilbeek
- Verkehrsmuseum Lüttich

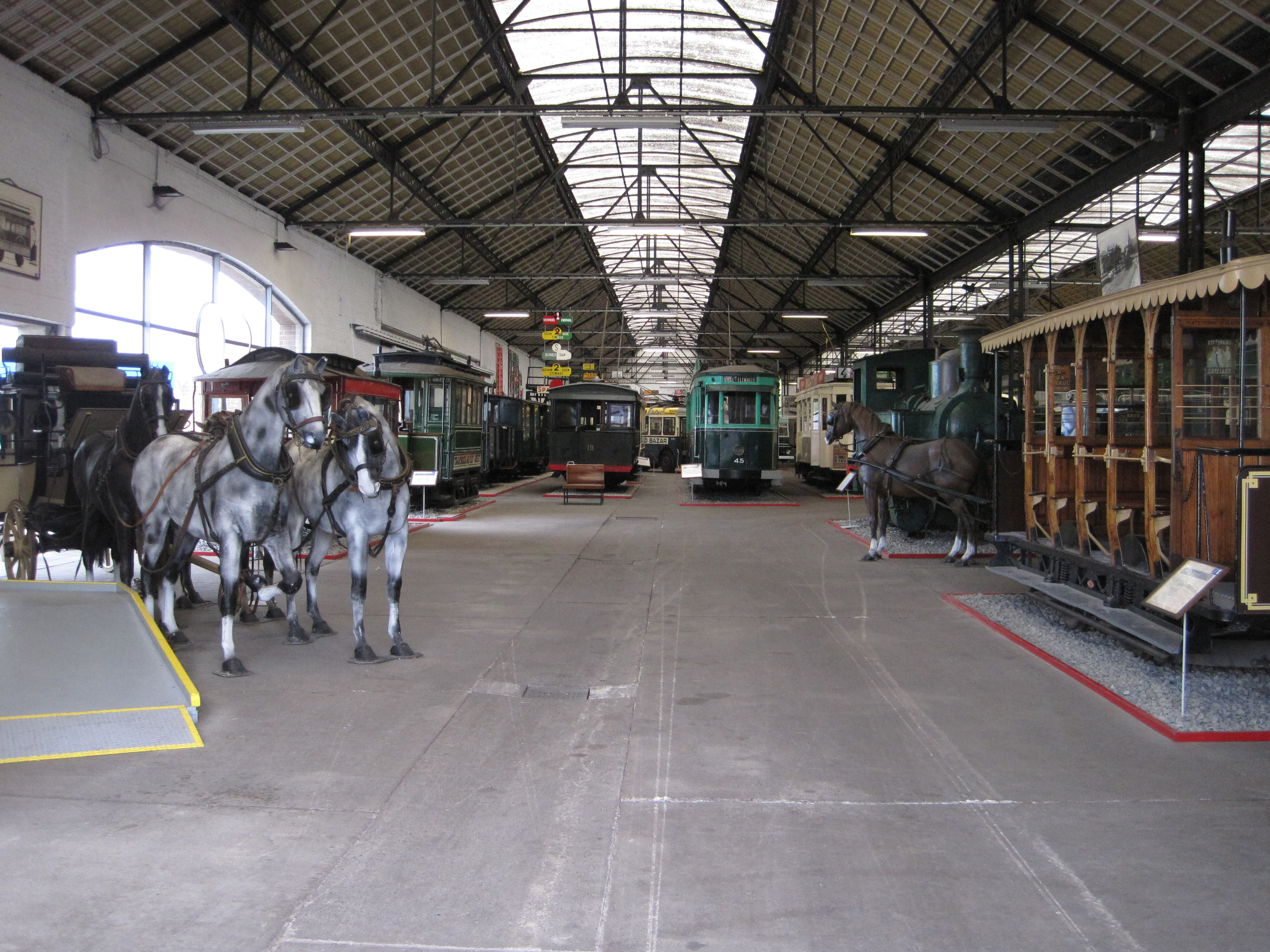
Transportmuseum Lüttich

- Eisenbahnmuseum Kinkempois, Lüttich

## Bermuda
- Railway Museum Bermuda, Hamilton Parish – Eisenbahnen

## Brasilien

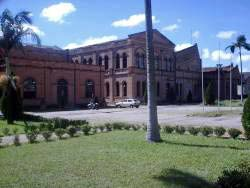
Museu Ferroviário Barão de Mauá

- Museu Aeronáutico de Guarulhos, Guarulhos, Bundesstaat São Paulo – Luftfahrt
- Museu Asas de um Sonho, São Carlos, Bundesstaat São Paulo – Luftfahrt
- Museu do Automóvel de São Paulo, São Paulo, Bundesstaat São Paulo – Automobile
- Museu dos Transportes Públicos („Gaetano Ferolla“), São Paulo, Bundesstaat São Paulo – Eisenbahnen
- Museu Ferroviário Barão de Mauá, Jundiaí, Bundesstaat São Paulo – Eisenbahnen (Avenida União dos Ferroviários)
- Museu Ferroviário de Bauru, Bauru, Bundesstaat São Paulo – Eisenbahnen
- Museu Ferroviário de Campinas, Campinas, Bundesstaat São Paulo – Eisenbahnen
- Museu Tecnológico Ferroviário, Santo André, Bundesstaat São Paulo – Eisenbahnen

## Bulgarien
- Bulgarisches Luftfahrtmuseum, Plowdiw
- Transportmuseum (Russe)

## Volksrepublik China
- Chinesisches Luftfahrtmuseum, Changping – Luftfahrt (200 zivile und militärische Flugzeuge)
- Chinesisches Eisenbahnmuseum (中国铁道博物), Peking mit einer Fläche von 16.500 m² – Eisenbahnen seit 1949 (gegründet 2002)
- Eisenbahnmuseum Hongkong, Distrikt Tai Po, Hongkong – Eisenbahnen

## Dänemark
- Automobilmuseum Bornholm, Bornholm, Hauptstadtregion
- Dänisches Eisenbahnmuseum, Odense, Syddanmark – Eisenbahnen

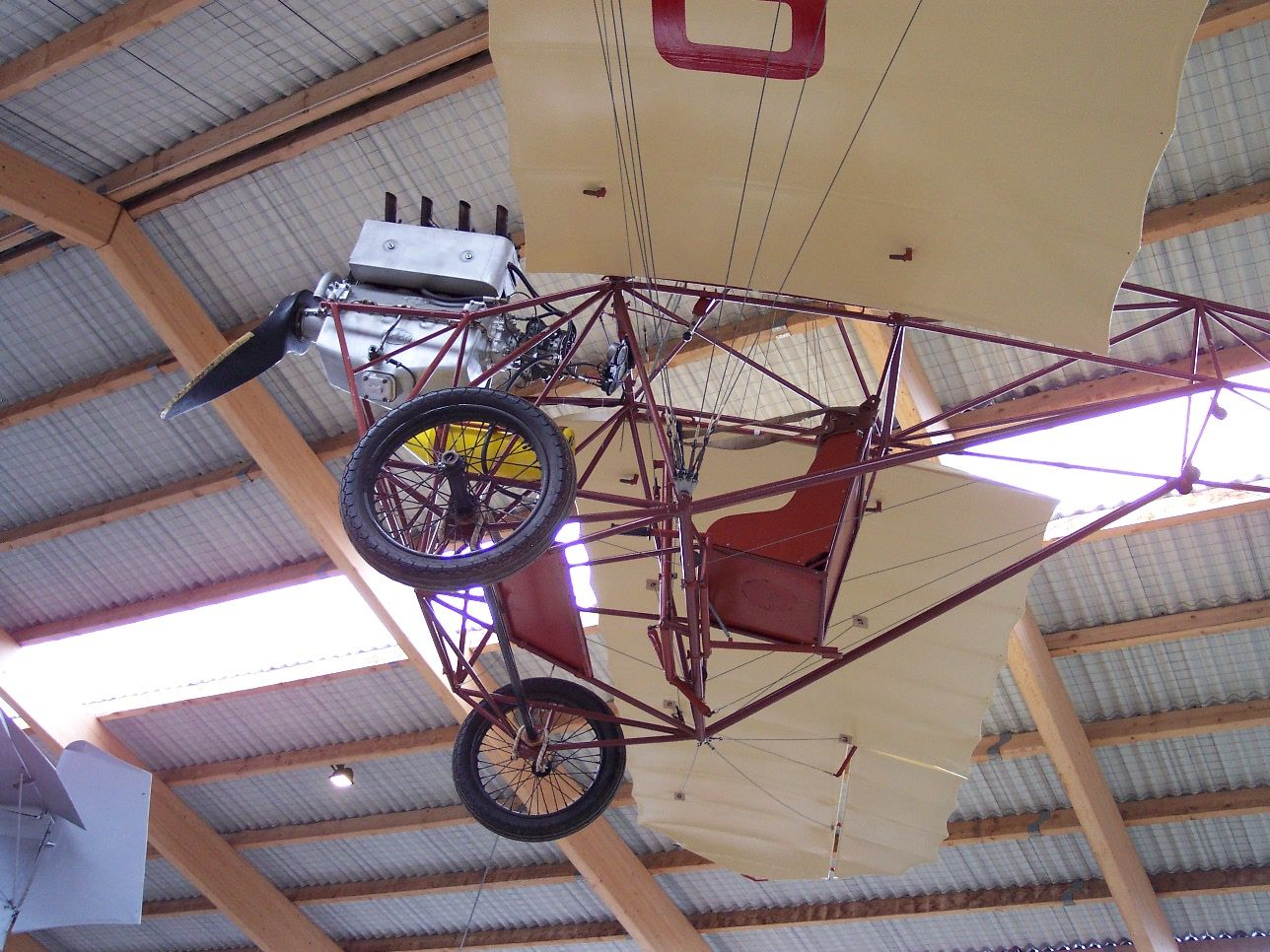
Ellehammer Standard 1909 (Dansk Veteranflysamling)

- Dänisches Straßenbahnmuseum, Ringsted, Jystrup – Straßenbahnen
- Dansk Veteranflysamling, Skjern, Midtsjælland – Flugzeuge Skandinaviens
- Vikingeskibsmuseet, Roskilde, Midtsjælland – Wikingerschiffe

- Siehe auch: Liste von Automuseen in Dänemark

## Deutschland

### Baden-Württemberg
- Auto- und Technikmuseum Sinsheim, Sinsheim – Automobile, Luftfahrt
- Automobilmuseum von Fritz B. Busch, Wolfegg – Automobile[1]
- DBK Historische Bahn, Crailsheim – Eisenbahnen
- Deutsches Zweirad- und NSU-Museum, Neckarsulm (seit 1956)

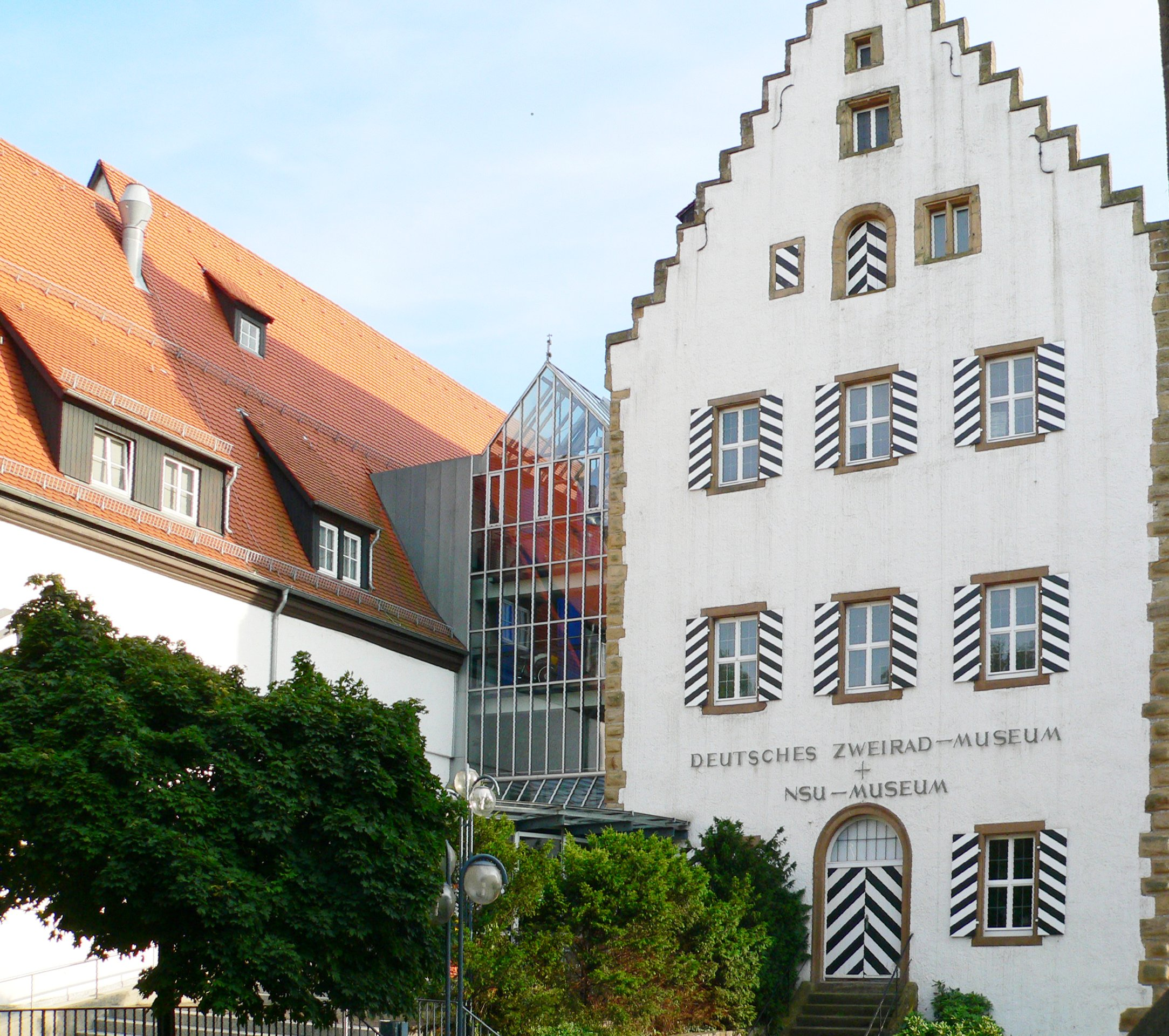
Deutsches Zweirad- und NSU-Museum

- Fahrzeugmuseum Marxzell, Marxzell – Automobile und Motorräder[2]
- Flößerei- und Verkehrsmuseum, Gengenbach – Schwarzwaldbahn und Flößerei auf der Kinzig
- Hohenzollernzug (Bahnstrecke Nürtingen–Neuffen)
- Meilenwerk Stuttgart – Automobile, Museum bis 2014
- Mercedes-Benz Welt, Stuttgart – Automobile der Marke Mercedes-Benz (DaimlerChrysler)
- Motorsportmuseum Hockenheimring, Hockenheimring – Automobile
- Oldtimermuseum Meßkirch – Automobile und Motorräder
- Porsche-Museum, Stuttgart-Zuffenhausen – Automobile der Dr.-Ing. h.c. F. Porsche AG
- Straßenbahnmuseum Stuttgart, Stuttgart-Bad Cannstatt – ein Straßenbahnmuseum der SSB im ehemaligen Bad Cannstatter Straßenbahndepot
- Süddeutsches Eisenbahnmuseum Heilbronn, Heilbronn – Eisenbahnen
- SVG Eisenbahn-Erlebniswelt, Horb am Neckar – Eisenbahnen
- Unimog-Museum, Gaggenau (Landkreis Rastatt)[3]
- Verkehrsmuseum Karlsruhe[4] der Deutschen Verkehrswacht im Stadt- und Landkreis Karlsruhe e. V., Karlsruhe
- Museum Bf. Zollhaus an der Sauschwänzlebahn

### Bayern
- Automuseum Adlkofen, Adlkofen, Landkreis Landshut – Automobile, Motorräder und Motoren
- Bahnpark Augsburg, Augsburg – Eisenbahnen
- Ballonmuseum Gersthofen, Gersthofen, Landkreis Augsburg
- Bayerisches Eisenbahnmuseum, Nördlingen, Landkreis Donau-Ries – Eisenbahnen
- DB Museum Nürnberg (Teil des Verkehrsmuseum Nürnberg, Nürnberg) – Eisenbahnen (Träger: Deutsche Bahn AG und Museum für Kommunikation). Außenstellen:
  - DB Museum Halle (Saale)[5]
  - DB Museum Koblenz
- Feldbahn-Museum 500, Nürnberg – Eisenbahnen (Feld- und Grubenbahnen)
- Deutsches Dampflokomotiv-Museum, Neuenmarkt, Landkreis Kulmbach – Eisenbahnen
- Deutsches Museum, München – verschiedene Fahrzeuge. Außenstellen:
  - Flugwerft Schleißheim – Luftfahrt
  - Deutsches Museum Verkehrszentrum – Eisenbahnen, Automobile, U-/S- und Straßenbahnen
- EFA-Museum für Deutsche Automobilgeschichte, Amerang, Landkreis Rosenheim – Automobile
- Fränkische Museums-Eisenbahn Betriebsgelände, Nürnberg – Eisenbahnen
- Historisches Straßenbahndepot St. Peter, Nürnberg – Straßenbahnen
- Lokwelt Freilassing, Freilassing, Landkreis Berchtesgadener Land – Eisenbahnen
- MAN-Museum, Augsburg – Lastkraftwagen
- Merks Motor Museum, Nürnberg – Automobile und Motorräder
- Museum Industriekultur, Nürnberg – Automobile und Motorräder
- Museum mobile, Ingolstadt (Audi AG)
- Motorradmuseum, Nürnberg – Motorräder
- MVG Museum, München – Regionale Nahverkehrsmittel (eröffnet 2006)
- Ofenwerk, Nürnberg – Automobile und Motorräder
- Rosso Bianco Collection, Aschaffenburg – Automobile (200 Sportwagen)
- Silberhorn Classics, Nürnberg – Automobile

### Berlin

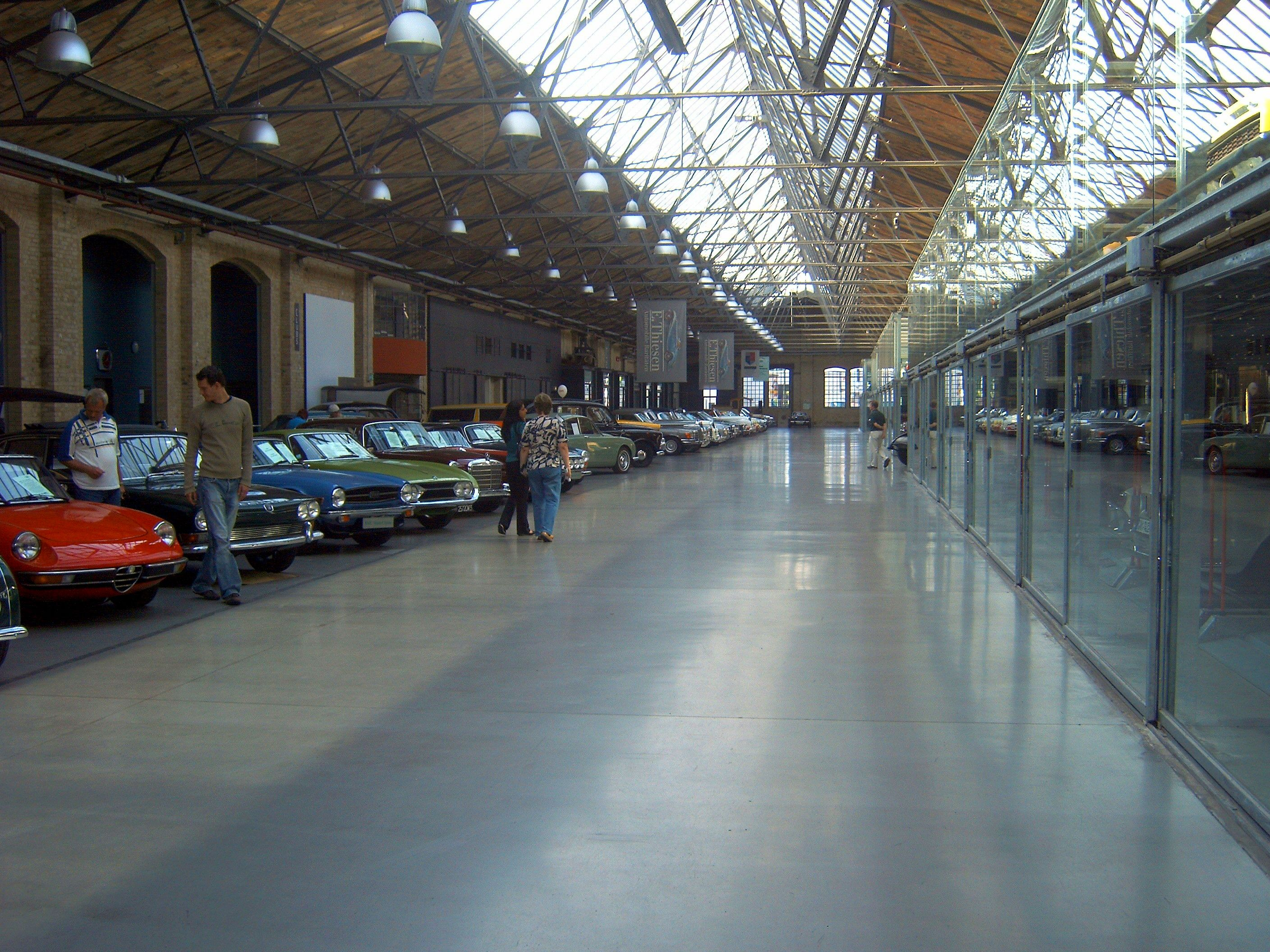
Meilenwerk in Berlin – Classic Remise

- Berliner U-Bahn-Museum, ausschließlich zur U-Bahn Berlin
- Deutsches Technikmuseum Berlin, Berlin – Eisenbahnen, Schifffahrt
- DDR Museum: Motorrad, Berlin
- Classic Remise Berlin – Automobile

### Brandenburg
- Oldtimermuseum Schmidt, Bergholz-Rehbrücke – PKW und Motorrad
- Industriemuseum Brandenburg an der Havel – Automobile, Fahrräder der Marke Brannabor
- Stadt- und Technikmuseum, Ludwigsfelde – Motorroller, Lastkraftwagen
- Binnenschifffahrtsmuseum Oderberg, Oderberg – Schifffahrt
- Brandenburgisches Museum für Klein- und Privatbahnen, Gramzow – Eisenbahn
- Feuerwehr- und Technikmuseum Eisenhüttenstadt, Eisenhüttenstadt – Feuerwehrfahrzeuge und -technik
- Mobile Welt des Ostens, Calau – PKW und Krad aus der DDR

### Bremen
- Deutsches Schifffahrtsmuseum in Bremerhaven – Schifffahrt
- Focke-Windkanal in Bremen – Luftfahrt
- Das Depot: Bremer Straßenbahnmuseum

### Hamburg
- Altonaer Museum – Schifffahrt und -bau
- Flughafen-Modellschau – Luftfahrt
- Deutsches Hafenmuseum – Schifffahrt und Hafen
- Internationales Maritimes Museum Hamburg – Schifffahrt und Marine
- Museum für Hamburgische Geschichte – Schifffahrt, Hafen, Eisenbahn, Modellbahn
- Nahverkehrsmuseum Kleinbahnhof Wohldorf – Eisenbahn
- Museumsschiffe: → Bleichen; Cap San Diego; Peking; Rickmer Rickmers; U-Bootmuseum U-434; weitere im Museumshafen Oevelgönne, Traditionsschiffhafen im Sandtorhafen und Sammlung der Stiftung Hamburg Maritim – Schifffahrt
- PROTOTYP – Automuseum – Automobile

### Hessen

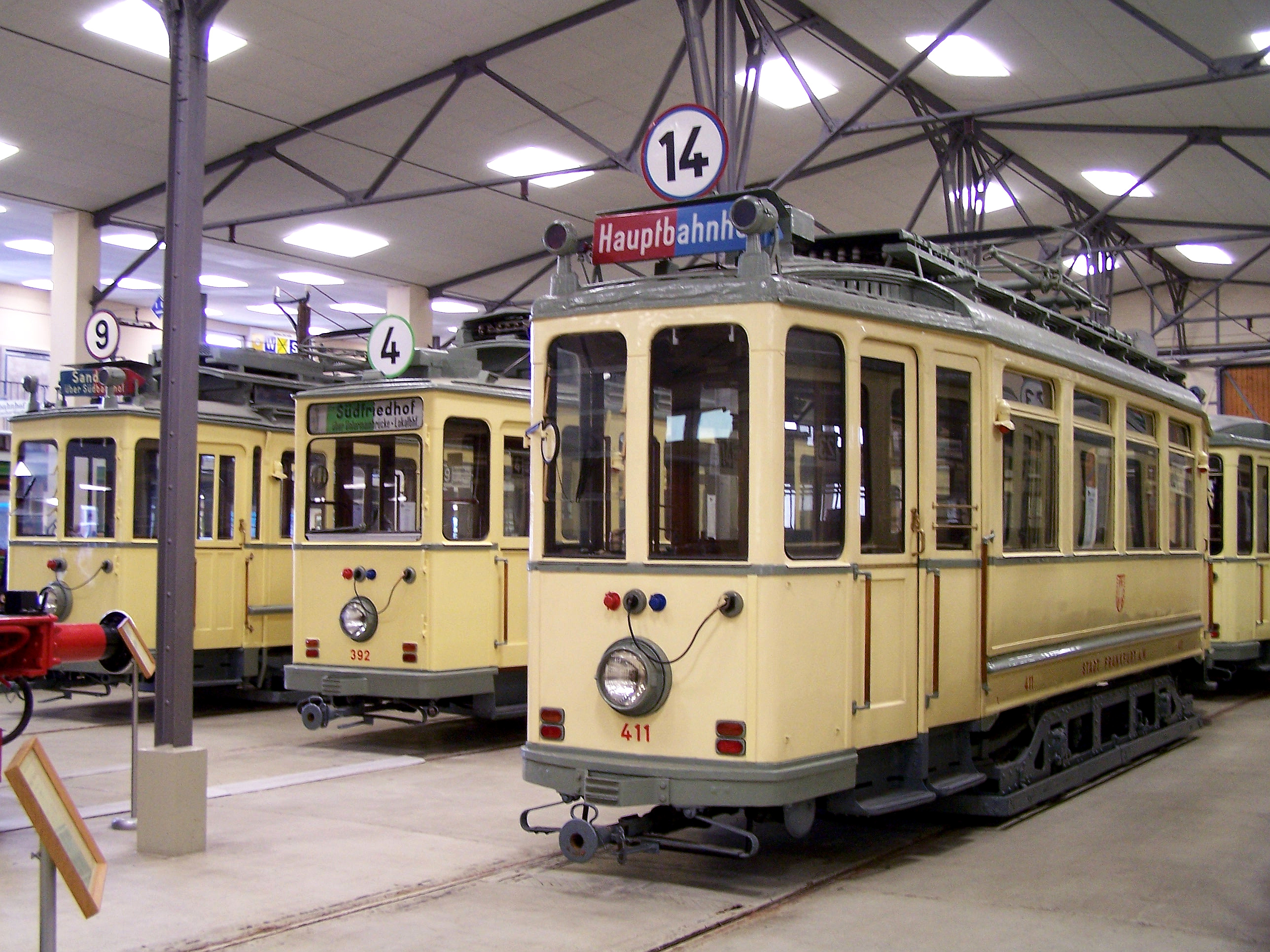
C-, D- und F-Triebwagen in der Westhalle des Frankfurter Verkehrsmuseums

- 1. Deutsches Polizeioldtimer Museum, Marburg, Hessen – Automobile, speziell Polizeifahrzeuge
- Deutsches Segelflugmuseum mit Modellflug, Gersfeld (Rhön), Hessen – Segelflugzeuge
- Eisenbahnmuseum Darmstadt-Kranichstein, Darmstadt-Kranichstein, Hessen – Eisenbahnen
- Frankfurter Feldbahnmuseum, Frankfurt-Bockenheim, Hessen – Fahrzeuge von Feldbahnen und Gleisanlagen der Spurweite 600 mm
- Technische Sammlung Hochhut, Frankfurt-Gallus, Hessen – Kraftfahrzeuge, Motorräder und -Motoren
- Verkehrsmuseum Frankfurt am Main, Frankfurt-Schwanheim, Hessen – Straßenbahnen, Dampflokomotive, Stadtbahn, Omnibusse, technische Bauteile z. B. Drehgestelle und Kupplungen

### Mecklenburg-Vorpommern
- Oldtimer Museum Rügen, Seebad Prora, Landkreis Vorpommern-Rügen – Eisenbahnen und Automobile
- Marinemuseum Dänholm, Stralsund (Teil des Kulturhistorischen Museums Stralsund) – Seeschifffahrt
- Mecklenburgisches Kutschenmuseum
- Otto-Lilienthal-Museum, Anklam, Landkreis Vorpommern-Greifswald – Luftfahrt

### Niedersachsen
- Aeronauticum, Wurster Nordseeküste, Landkreis Cuxhaven – 17 Luftfahrzeuge der See- und Marineflieger inklusive der DDR
- Automuseum Melle, Melle – Automobile
- Automuseum Volkswagen, Wolfsburg – Automobile der Marke Volkswagen
- Autostadt, Wolfsburg – Automobile verschiedener Hersteller
- Automuseum Asendorf, Asendorf, Landkreis Diepholz – Automobile
- Deutsches Feld- und Kleinbahnmuseum e. V., Deinste – Feldbahnen
- Deutscher Eisenbahn-Verein, Grafschaft Hoya, Landkreis Nienburg/Weser – Eisenbahnen
- Deutsches Marinemuseum in Wilhelmshaven – Geschichte der deutschen Schifffahrt seit 1848
- Hannoversches Straßenbahn-Museum, Sehnde bei Hannover – Straßenbahnen
- Hubschraubermuseum Bückeburg, Bückeburg – Luftfahrt
- Luftfahrtmuseum Hannover-Laatzen,[6] Hannover – ca. 4000 Exponate
- Motorradmuseum in Wickensen
- PS.SPEICHER in Einbeck, Landkreis Northeim – Geschichte der individuellen motorisierten Mobilität: Motorräder, Kleinwagen und Automobile

### Nordrhein-Westfalen
- Museum Achse, Rad und Wagen, Wiehl, Oberbergischer Kreis (Werksmuseum der BPW Bergische Achsen Kommanditgesellschaft)
- Bergisches Straßenbahnmuseum Wuppertal-Kohlfurth
- Motor Technica Museum Bad Oeynhausen (bis 2017)
- Deutsches Museum Bonn, Bonn Deutsches Museum (Bonn) mit dem Transrapid TR06

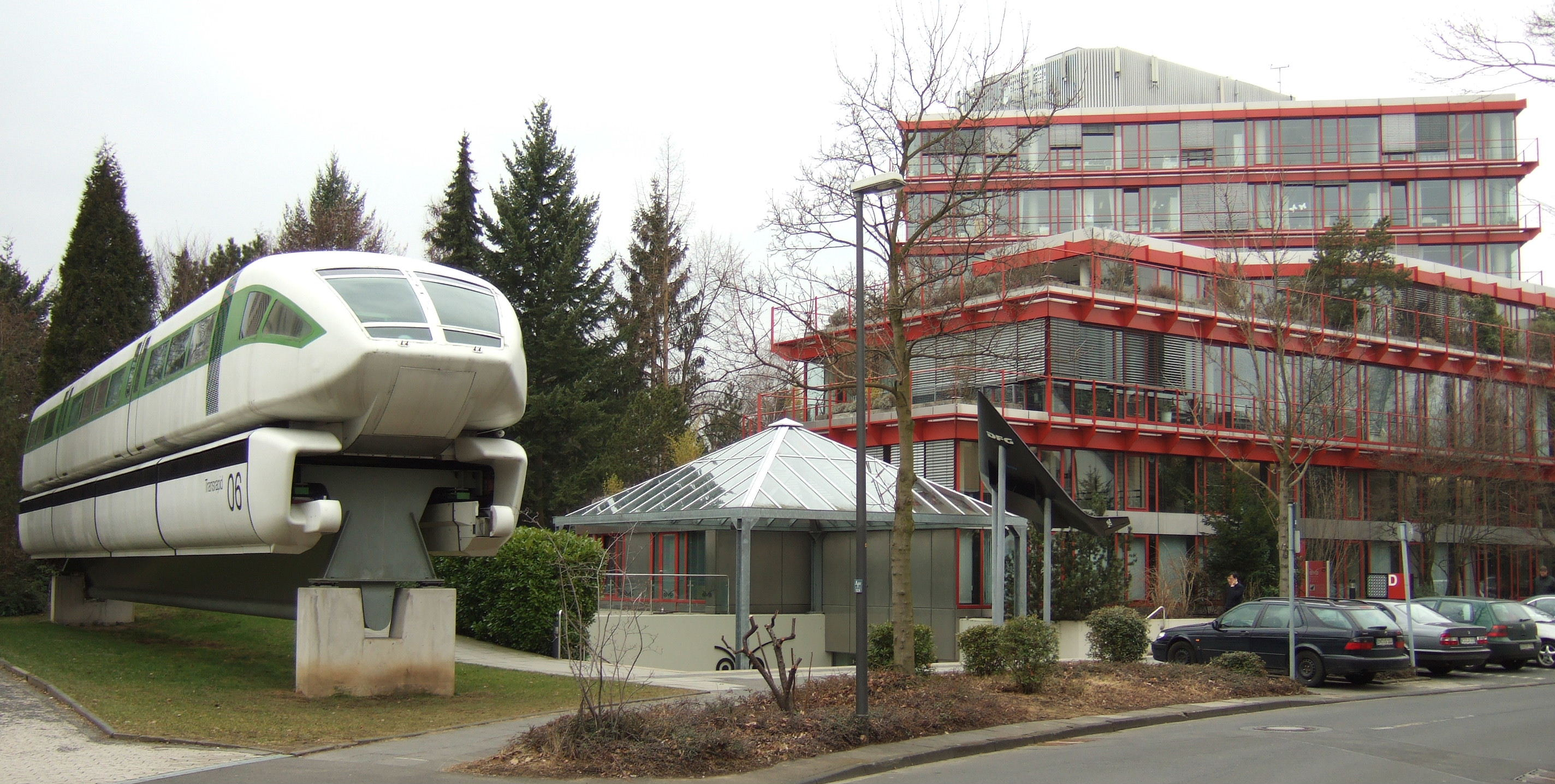
Deutsches Museum (Bonn) mit dem Transrapid TR06

- Eisenbahnmuseum Dahlhausen, Bochum – Eisenbahnen (Deutsche Gesellschaft für Eisenbahngeschichte)
- Eisenbahnmuseum Dieringhausen, Dieringhausen, Gummersbach, Oberbergischer Kreis – Eisenbahnen
- Automobil Museum Dortmund[7]
- Nahverkehrsmuseum Dortmund, Dortmund
- Eisenbahnmuseum Stadtlohn, Stadtlohn, Kreis Borken
- Eisenbahnmuseum Metelen Land, Metelen, Kreis Steinfurt (einschl. Fahrkartensammlung)
- Essener Luftfahrtarchiv, Essen
- Miele-Museum, Gütersloh
- Motorradmuseum Heiner Beckmann, Greffen, Harsewinkel, Kreis Gütersloh (seit 1990) – Motorräder
- Heimatmuseum Unser Fritz in Herne – Straßenbahnen
- Motorradmuseum Ibbenbüren, Ibbenbüren, Kreis Steinfurt – Motorräder[8]
- Niederrheinisches Motorradmuseum, Asberg, Moers, Kreis Wesel – Motorräder
- Rheinisches Industriebahn-Museum, Köln – Eisenbahnen (ca. 70 Triebfahrzeuge)
- Straßenbahnmuseum Köln-Thielenbruch, Köln
- Westfalia Auto Museum (Westfalia), Rheda-Wiedenbrück, Kreis Gütersloh[9]

### Rheinland-Pfalz
- DB Museum Koblenz, Koblenz-Lützel (Außenstelle)
- Eisenbahnmuseum an der Asdorftalbahn in Niederfischbach
- RSE-Museum in Asbach (Westerwald)
- Deutsches Straßenmuseum, Germersheim, Landkreis Germersheim
- Eisenbahnmuseum der Pfalz, Neustadt an der Weinstraße – Eisenbahnen (Deutsche Gesellschaft für Eisenbahngeschichte)
- Dampflokmuseum Hermeskeil, Hermeskeil, Landkreis Trier-Saarburg – Eisenbahnen[10]
- Flugausstellung, Hermeskeil, Landkreis Trier-Saarburg – über 100 Flugzeuge, Zivil- und Militärmaschinen
- Motorrad Museum Heinz Luthringshauser, Otterbach, Landkreis Kaiserslautern – Motorräder[11]
- Museum für Antike Schifffahrt, Mainz – Schifffahrt
- Rheinhessisches Fahrradmuseum, Gau-Algesheim, Geschichte des Fahrrades, des Radfahrens und des Radsports
- 1. Deutsches Motorrollermuseum, Kaub

### Saarland
- Saarländisches Zweiradmuseum, Wadgassen, Saarbrücken – Motorräder

### Sachsen
- August-Horch-Museum, Zwickau – Automobile
- Automobilmuseum Dresden, Dresden – IFA-Fahrzeuge
- Eisenbahnmuseum Bayerischer Bahnhof zu Leipzig, Leipzig – Eisenbahnen
- Eisenbahnmuseum Bw Dresden-Altstadt, Dresden – Eisenbahnen
- Fahrradmuseum Dresden, Dresden – Fahrräder
- Jagdschloss Augustusburg, Direktionsbezirk Chemnitz – Motorräder
- Kraftfahrzeug- und Technik-Museum Cunewalde (Cunewalde)
- Museum zur Geschichte und Entwicklung des Motorradbaus in Zschopau, Schloss Wildeck, Zschopau – Motorräder
- Museum für sächsische Fahrzeuge, Chemnitz – Automobile, Motorräder, Fahrräder
- Fahrzeugmuseum Frankenberg, Frankenberg – Automobile, Nutzfahrzeuge
- Sächsisches Nutzfahrzeugmuseum, Hartmannsdorf (bei Chemnitz) – Nutzfahrzeuge
- Sächsisches Eisenbahnmuseum, Chemnitz – Eisenbahnen
- Sächsisches Schmalspurbahnmuseum, Rittersgrün, Erzgebirgskreis – Eisenbahnen
- Straßenbahnmuseum Chemnitz, Chemnitz-Kappel – Straßenbahnen
- Deutsches Pferdebahnmuseum, Döbeln – Pferdebahnen
- Verkehrsmuseum Dresden, Dresden

- Motorrad-Veteranen und Technik-Museum, Großschönau – Motorräder

### Sachsen-Anhalt

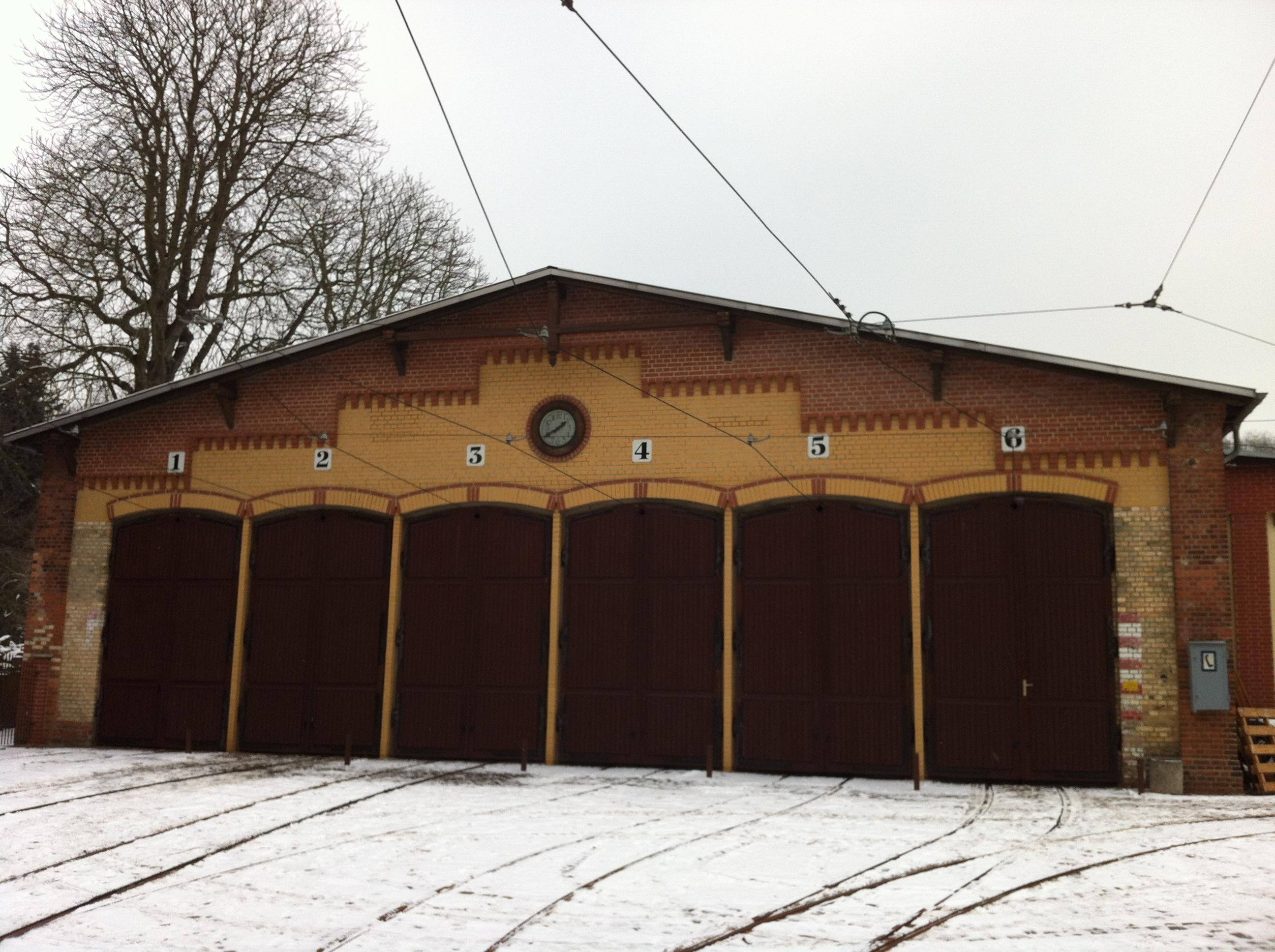
6-gleisiger (älterer) Teil der Wagenhalle des Straßenbahnmuseums Halle

- DB Museum Halle, Halle (Saale) (Außenstelle)
- Straßenbahnmuseum Halle, Halle (Saale)
- Luftfahrtmuseum Wernigerode
- Schiffbau- und Schifffahrtsmuseum Roßlau

### Schleswig-Holstein
- Kiel–Schönberger Kleinbahn, Verein Verkehrsamateure und Museumsbahn, Schleswig-Holstein – Eisenbahn
- Schifffahrtsmuseum Flensburg, Flensburg, Schleswig-Holstein – Schifffahrt
- Schifffahrtsmuseum Kiel, Kiel, Schleswig-Holstein – Schifffahrtsmuseum in der ehemaligen Fischhalle unmittelbar an der Förde, welches die maritime Geschichte der Hafen-, Marine- und Werftenstadt Kiel anschaulich darstellt.[12]

### Thüringen

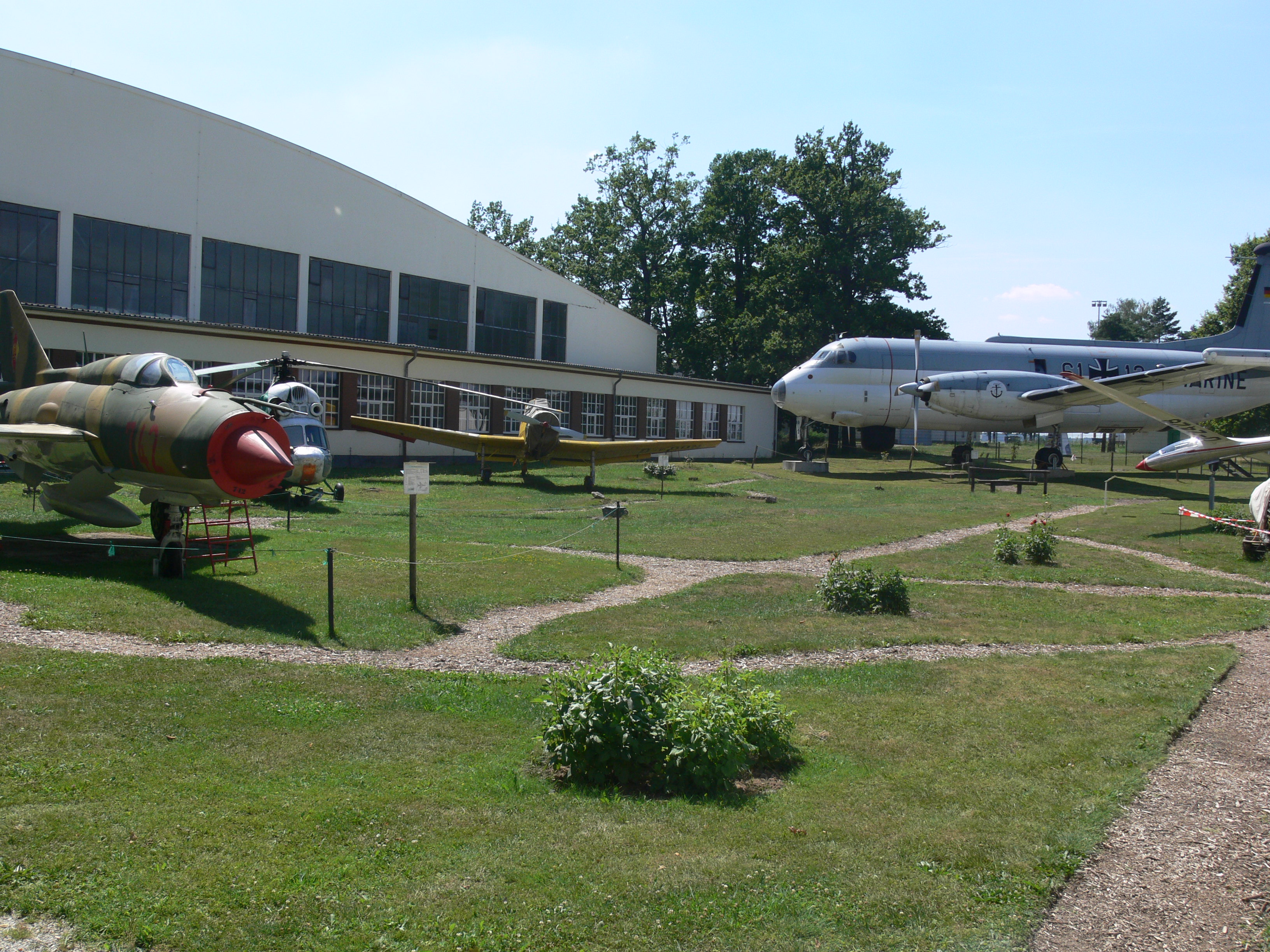
Flugwelt Altenburg-Nobitz

- Automobile Welt Eisenach (AWE), Eisenach – Automobile
- Dampflokwerk Meiningen, Meiningen, Thüringen – Instandhaltung von Museums-Dampflokomotiven (Träger: Deutsche Bahn AG)
- Bahnbetriebswerk Arnstadt, Arnstadt – Eisenbahnen
- Fahrzeugmuseum Suhl, Suhl – Zweiräder und Automobile[13]
- Flugwelt Altenburg-Nobitz, Altenburg – Luftfahrt
- Maschinarium der Oberweißbacher Bergbahn[14]
- „Trabiparadies“, Kölleda – Automobile, speziell Trabant[15]

## Estland
- Eisenbahnmuseum Haapsalu (Raudtee- ja sidemuuseum), Haapsalu, Läänemaa – Eisenbahnen

## Finnland
- Dampflokpark Haapamäki, Haapamäki
- Finnisches Eisenbahnmuseum, Hyvinkää
- Finnischen Luftwaffenmuseum, Tikkakoski

## Frankreich

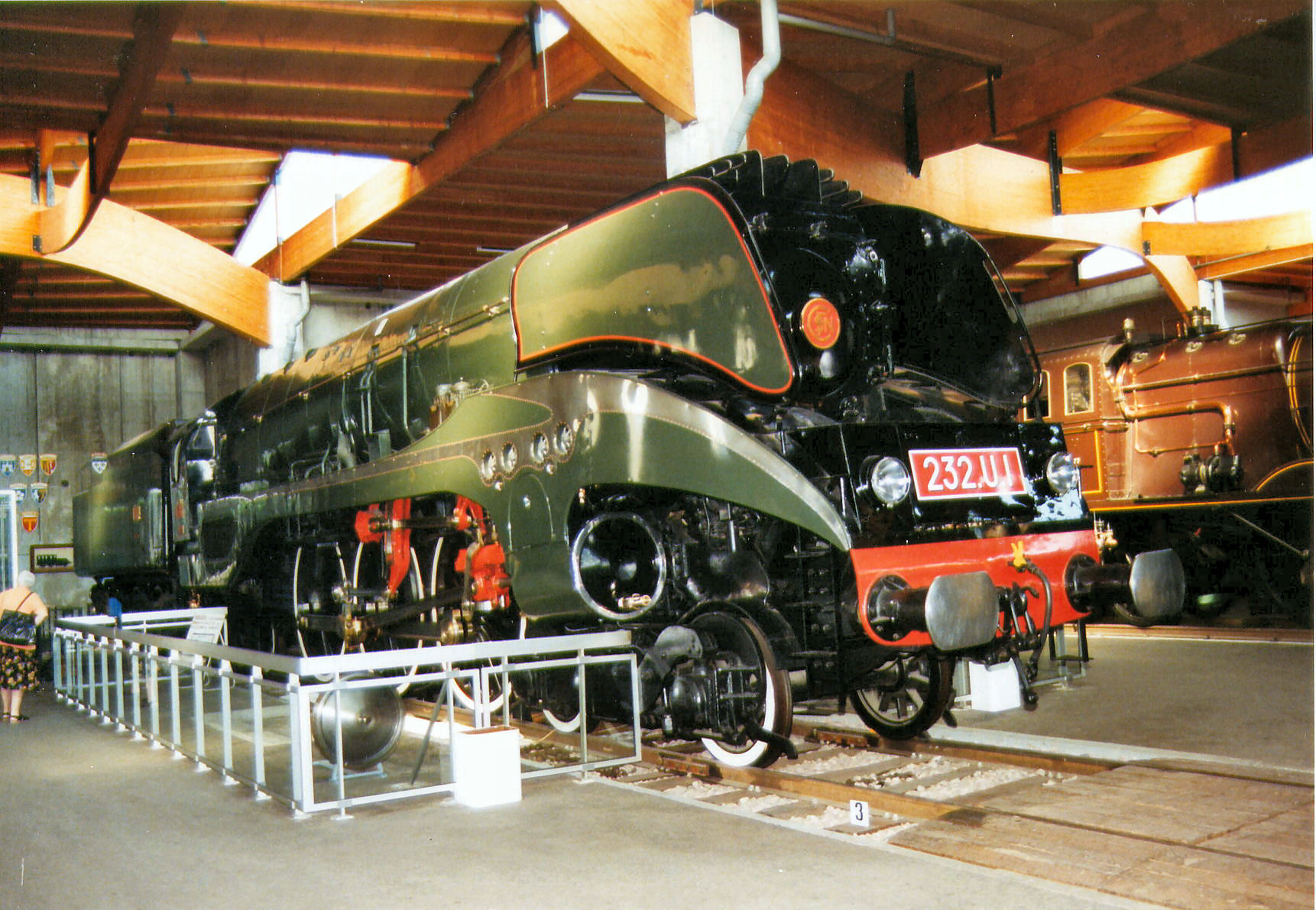
Locomotive 232 U 1 der SNCF (Eisenbahnmuseum Mülhausen)

- Cité de l’Automobile – Musée National – Collection Schlumpf, Mülhausen, Elsass – Automobile (größtes Automobilmuseum der Welt)
- Eisenbahnmuseum Mülhausen (Musée Français du Chemin de Fer), Mülhausen, Elsass – Eisenbahnen
- Musée de Transports Urbains de France
- Musée Maurice Dufresne, Azay-le-Rideau, Centre – Wasser-, Land- und Luftfahrzeuge
- Musée de l’Aventure Peugeot, Sochaux, Kanton Sochaux-Grand-Charmont – Peugeot-Automobile

## Griechenland
- Eisenbahnmuseum Athen, Athen-Sepolia, gegr. 1979 – Eisenbahnen
- Phaethon Museum of Technology, Oropos, Attika – Automobile
- Eisenbahnmuseum Thessaloniki, Thessaloniki,  Zentralmakedonien – Eisenbahnen
- Hellenic Motor Museum, Athen – Automobile

## Indien
- National Rail Museum of India, Eisenbahnmuseum in Neu-Delhi

## Indonesien
- Eisenbahnmuseum Ambarawa, Ambarawa, Jawa Tengah

## Irland
- Ulster Folk and Transport Museum, Belfast
- National Maritime Museum of Ireland, Dublin – Schifffahrt
- National Transport Museum of Ireland, (Iarsmalann Náisiunta Iompair na hÉireann), Howth, County Fingal (Fine Gall) – ?
- Foynes Flying Boat Museum, Foynes – Flugboote

## Israel
- Israelisches Eisenbahnmuseum, Haifa, Bezirk Haifa – Eisenbahnen, Betreiber ist Israel Railways

## Italien

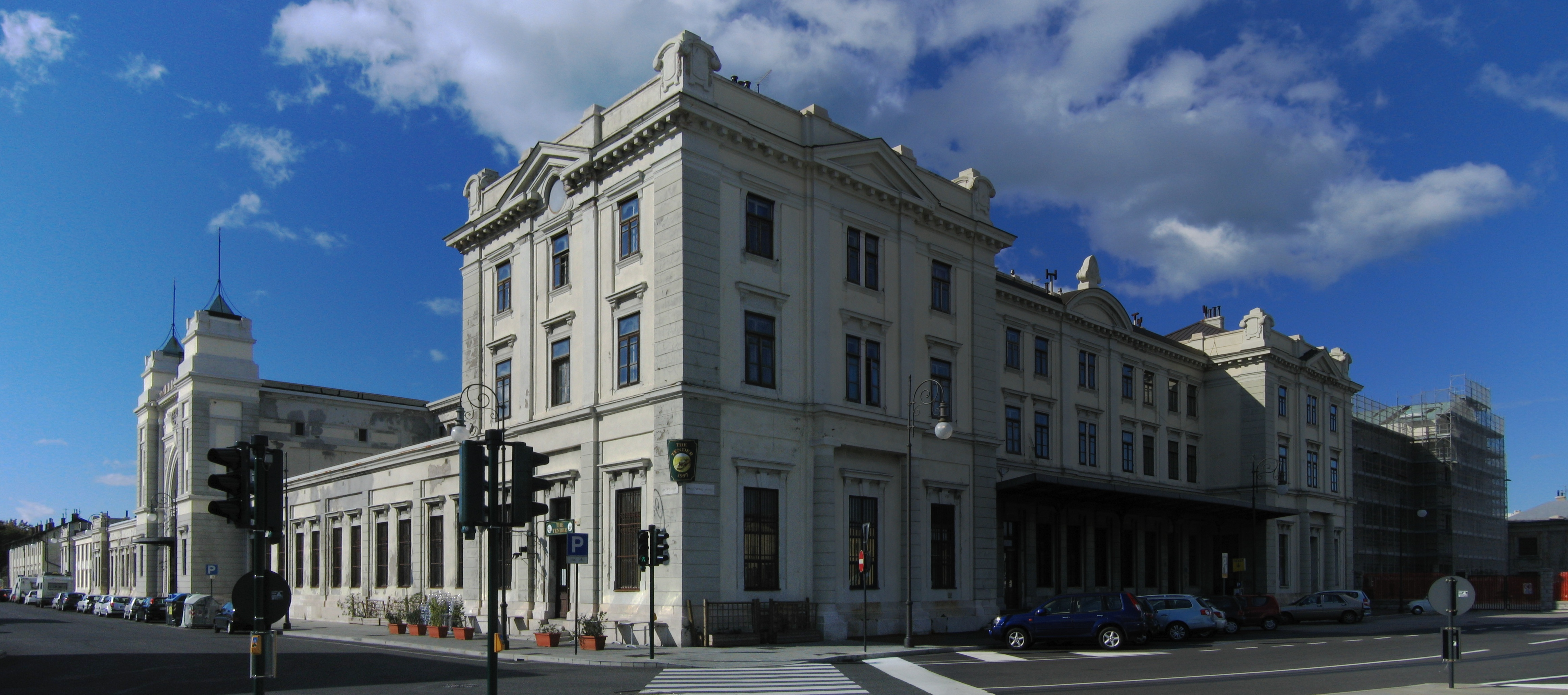
Eisenbahnmuseum Triest.

- Museo nazionale della scienza e della tecnologia Leonardo da Vinci, Mailand[16]
- Museo Nazionale dei Trasporti, La Spezia[17]
- Museo Nazionale dell’Automobile, Turin
- Museo Ferroviario di Trieste Campo Marzio, Triest – Eisenbahnen
- Museo Nazionale Ferroviario di Pietrarsa, Neapel – Eisenbahnen
- Museo del Mare (Neapel), Bagnoli – Seefahrt
- Parco e Museo del Volo di Volandia, Somma Lombardo, Provinz Varese – Luftfahrzeuge

## Japan

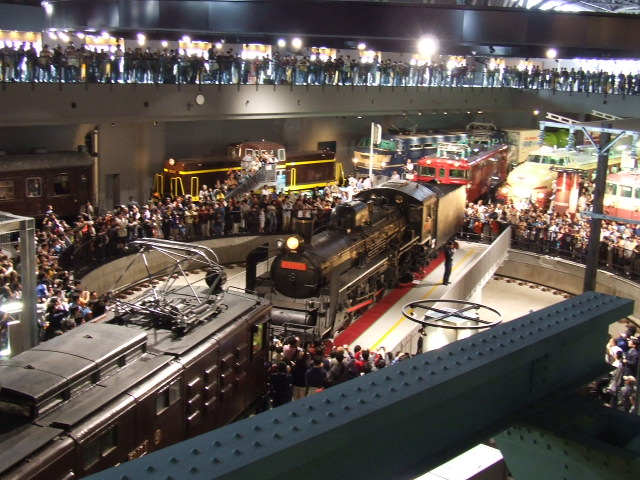
Eisenbahnmuseum Saitama

- Hiroshima City Transportation Museum, Hiroshima – Straßenbahnen[18]
- Nagahama Railroad Square, Nagahama, Präfektur Shiga
- Ōme-Eisenbahnpark, Ōme[19]
- Eisenbahnmuseum Saitama, Saitama Ōnari,  – Eisenbahnen
- Tōbu Museum of Transport and Culture, Tokio[20]
- Tokyo Subway Museum, Tokyo[21]
- Tōkyū Transportation Museum, Tokio[22]
- Eisenbahnmuseum Kyōto, Kyōto – Eisenbahnen
- Yokohama Municipal Tramway Museum, Yokohama[23]
- Toyota-Museum, Nagakute – Automobil-Museum (auch anderer Marken)

## Kanada

### Alberta
- Alberta Railway Museum, Edmonton, Alberta – Eisenbahnen
- Edmonton Radial Railway Society, Edmonton, Alberta – Straßenbahnen
- Reynolds-Alberta Museum, Wetaskiwin, Alberta

### British Columbia
- British Columbia Aviation Museum, Sidney, British Columbia – Luftfahrt
- Canadian Museum of Flight, Langley, British Columbia – Luftfahrt
- Canadian Museum of Rail Travel, Cranbrook, British Columbia – Eisenbahnen
- Maritime Museum of BC, Victoria, British Columbia – Seefahrt
- Vancouver Maritime Museum, Vancouver, British Columbia – Schifffahrt

### Manitoba
- Western Canada Aviation Museum, Winnipeg, Manitoba – Eisenbahnen
- Winnipeg Railway Museum, Winnipeg, Manitoba – Eisenbahnen

### Neufundland und Labrador
- Railway Coastal Museum, St. John’s, Neufundland – Eisenbahnen

### Ontario
- Canada Aviation and Space Museum, Ottawa, Ontario – Luftfahrt
- Canadian Air and Space Museum (ehemals Toronto Aerospace Museum), Toronto, Ontario – Luftfahrt
- Canadian Automotive Museum, Oshawa, Ontario – Automobile
- Canadian Canoe Museum, Peterborough, Ontario – Kanus
- Canadian Transportation Museum & Heritage Village, Essex, Ontario – Eisenbahnen
- Canadian Warplane Heritage Museum, Hamilton, Ontario – Luftfahrt
- Halton County Radial Railway, Rockwood, Ontario – Eisenbahnen
- Marine Museum of the Great Lakes, Kingston, Ontario – Eisenbahnen
- Muskoka Marine Museum, Huntsville, Ontario – Schifffahrt

### Québec
- Exporail, Saint-Constant, Québec – Eisenbahnen

### Saskatchewan
- Saskatchewan Railway Museum, Saskatoon, Saskatchewan – Eisenbahnen

## Kroatien
- Kroatisches Eisenbahnmuseum, Zagreb – Eisenbahnen
- Technisches Museum Zagreb, Zagreb – Eisenbahnen, Straßenbahnen, Automobile

## Lettland
- Lettisches Eisenbahnmuseum, Riga und Jelgava – Eisenbahnen
- Rigaer Motormuseum, Riga – Automobile

## Litauen
- Litauisches Eisenbahnmuseum, Vilnius

## Mexiko
- Ferrocarril Interoceanico, Cuautla, Morelos – Eisenbahnen
- Museo de los Ferrocarriles de Yucatán, Mérida, Yucatán – Eisenbahnen
- Museo Nacional de los Ferrocarriles Mexicanos, Puebla, Bundesstaat Puebla – Eisenbahnen
- Museo Tecnológico de la Comisión Federal de Electricidad (MUTEC), Mexiko-Stadt – Eisenbahnen
- Museo del Ferrocarril de Torreón, Torreón, Coahuila – Eisenbahnen

## Neuseeland

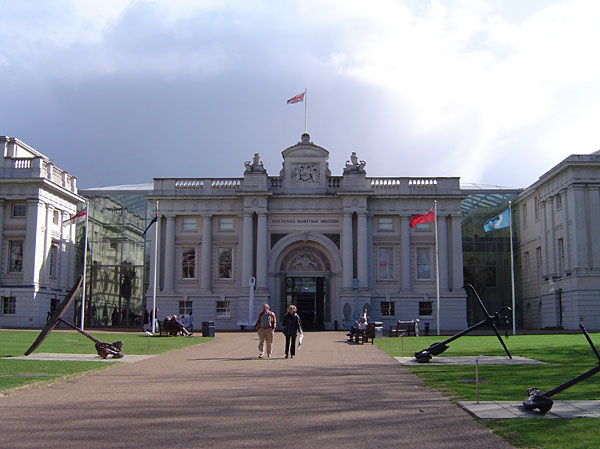
National Maritime Museum

- Ferrymead Heritage Park, Christchurch – ?
- Foxton Trolleybus Museum, Horowhenua – Oberleitungsbusse
- Museum of Transport and Technology, Auckland – ?
- National Maritime Museum in Neuseeland, Auckland
- Otago Settlers Museum, Dunedin – ?
- Southward Car Museum, Kapiti Coast – Automobile
- Wellington Tramway Museum, Kapiti Coast, Region Wellington – Straßenbahnen

## Niederlande
- Aviodrome, Lelystad, Flevoland – Luftfahrt
- Louwman Collection, Geertruidenberg, Nordbrabant – Automobile
- Marinemuseum Den Helder, Den Helder, Nordholland – Schifffahrt (Koninklijke Marine)
- Maritiem Museum, Rotterdam, Südholland – Schifffahrtsmuseum
- Nederlands Spoorwegmuseum, Utrecht, Provinz Utrecht – Eisenbahnen
- het Scheepvaartmuseum, Amsterdam, Nordholland – Schifffahrt
- Stoom Stichting Nederland, Rotterdam – Dampflokomotiven
- Veluwsche Stoomtrein Maatschappij, Beekbergen, Gelderland – Eisenbahnen

## Norwegen
- Gamle Vossebanen, Bergen – Eisenbahn
- Krøderbanen, Krøderen – Eisenbahn
- Hurtigrutenmuseum, Stokmarknes – Schifffahrt
- Norsk Jernbanemuseum, Hamar – Eisenbahn
- Norsk Luftfartsmuseum, Bodø, Provinz Nordland – Luftfahrt
- Norwegisches Straßenmuseum, Lillehammer, Straßenbau
- Setesdalsbanen-Museum, Vennesla – Eisenbahn
- Straßenbahnmuseum Oslo, Oslo –Straßenbahn
- Trondheim Tramway Museum, Trondheim – Straßenbahn
- Vikingskipshuset, Oslo

## Österreich

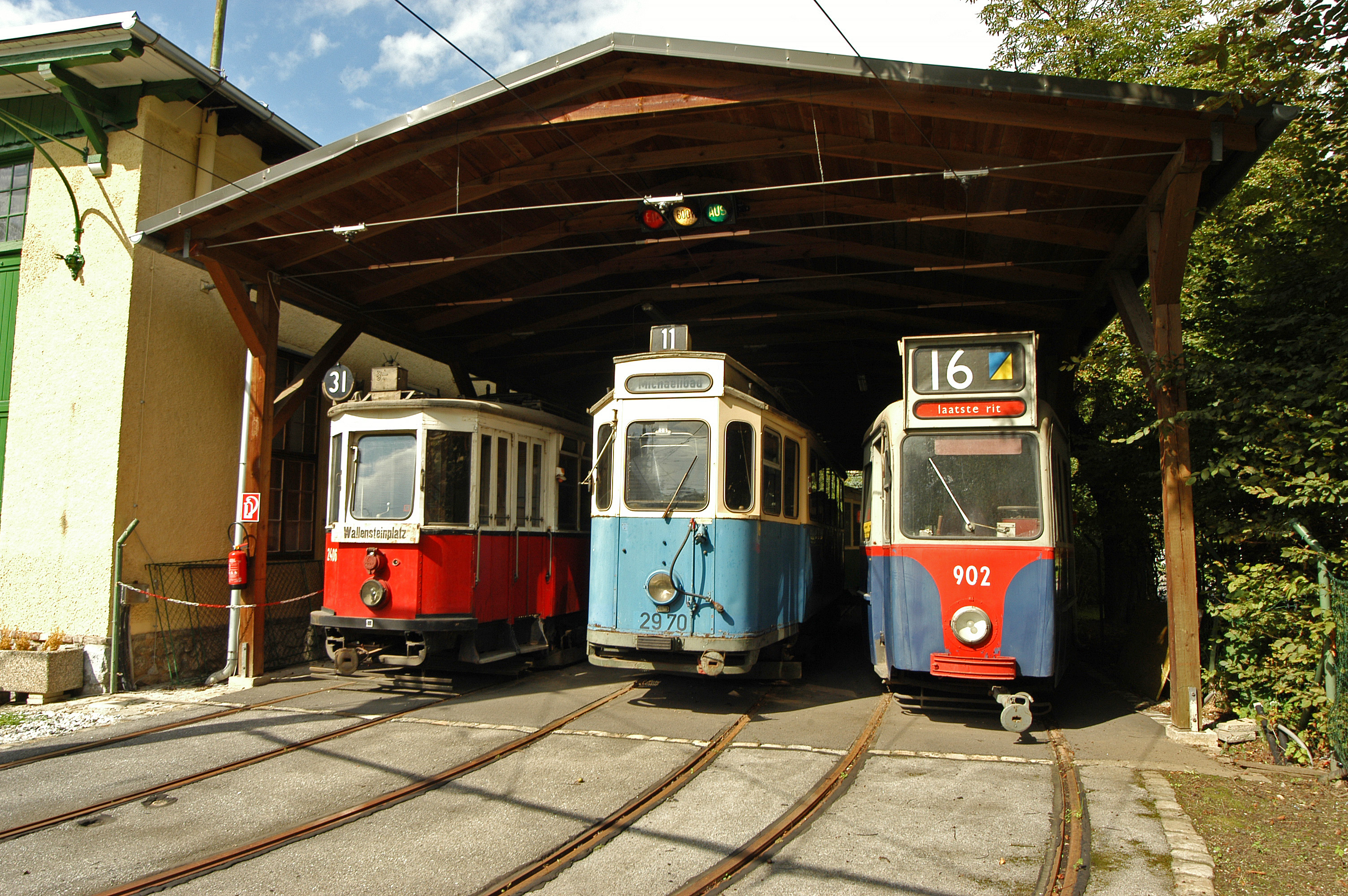
Tramway Museum Graz

### Kärnten
- Historama, Museum für Technik und Verkehr – Ferlach
- Porsche Automuseum Gmünd, Gmünd
- Museum für Verkehrs- und Stadtgeschichte, Sankt Veit an der Glan

### Niederösterreich
- Eisenbahnmuseum Schwechat, Schwechat – Eisenbahnen (Träger: Verband der Eisenbahnfreunde)
- Eisenbahnmuseum Sigmundsherberg, Sigmundsherberg – Eisenbahn
- Eisenbahnmuseum Strasshof, Strasshof an der Nordbahn – Lokomotiven
- Mödlinger Stadtverkehrsmuseum, Mödling – Straßenbahn und Lokalbahn Mödling–Hinterbrühl
- RRRollipop Museum, Eggenburg – Automobile (Museumshomepage)

### Oberösterreich
- Mühlkreisbahnmuseum, Berg bei Rohrbach – Eisenbahn
- Eisenbahnmuseum Ampflwang, Ampflwang im Hausruckwald – Eisenbahnen
- Salzkammergut-Lokalbahn-Museum (SKGLB-Museum), Mondsee, (Salzkammergut-Lokalbahn)

### Steiermark
- Eisenbahnmuseum Knittelfeld, Knittelfeld – Eisenbahn
- Johann Puch Museum Graz – Automobile
- Österreichisches Luftfahrtmuseum, Flughafen Graz – Luftfahrt
- Südbahnmuseum, Mürzzuschlag – Eisenbahn
- Technisches Eisenbahnmuseum Lieboch, Lieboch – Eisenbahn
- Tramway Museum Graz, Graz – Straßenbahnen

### Tirol
- Fahrzeugsammlung der Tiroler Museumsbahnen – Eisenbahnen (Träger: Tiroler Museumsbahnen)
- Localbahnmuseum, Innsbruck – Fahrzeuge der Innsbrucker Straßenbahn (Träger: Tiroler Museumsbahnen)
- Tiroler MuseumsBahnen, Innsbruck – Eisenbahn

### Vorarlberg
- Rolls-Royce Museum, Gütle bei Dornbirn – Automobile

### Wien
- Technisches Museum Wien
- Wagenburg
- Verkehrsmuseum Remise – öffentlicher Stadtverkehr (Fahrzeuge der Wiener Linien)

## Pakistan
- Pakistan Air Force Museum, Karachi – Luftfahrt
- Pakistan Maritime Museum, Karachi – Schifffahrt
- Pakistan Railways Heritage Museum, Islamabad – Eisenbahnen

## Polen

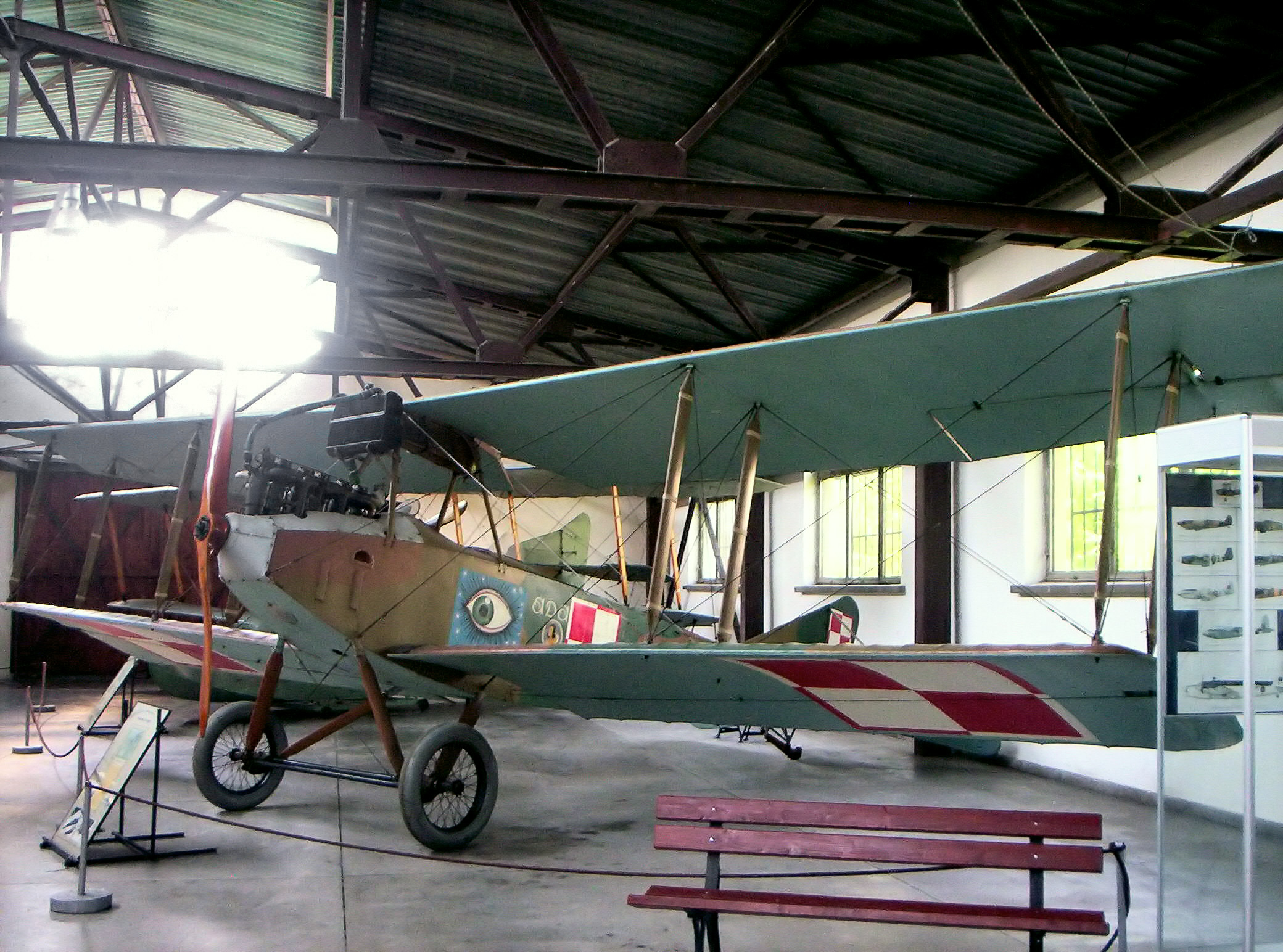
Polnisches Luftfahrtmuseum in Krakau

- Freilichtmuseum für Schienenfahrzeuge in Chabowka, Chabówka, Rabka-Zdrój – Eisenbahnen
- Eisenbahnmuseum Warschau, Warschau – Eisenbahnen
- Polnisches Luftfahrtmuseum, Krakau, Woiwodschaft Kleinpolen – Flugzeuge
- Schmalspurbahnmuseum Gryfice, Gryfice, Woiwodschaft Westpommern – Eisenbahnen
- Schmalspurbahnmuseum Wenecja, Wenecja, Woiwodschaft Kujawien-Pommern – Eisenbahnen
- Skansen Parowozownia Kościerzyna, Kościerzyna, Woiwodschaft Pommern – Eisenbahnen
- Kujawiesches Eisenbahnmuseum, Redecz Krukowy, Woiwodschaft Kujawien-Pommern
- Stadtverkehrsmuseum Posen (polnisch Muzeum Komunikacji Miejskiej w Poznaniu)

## Portugal

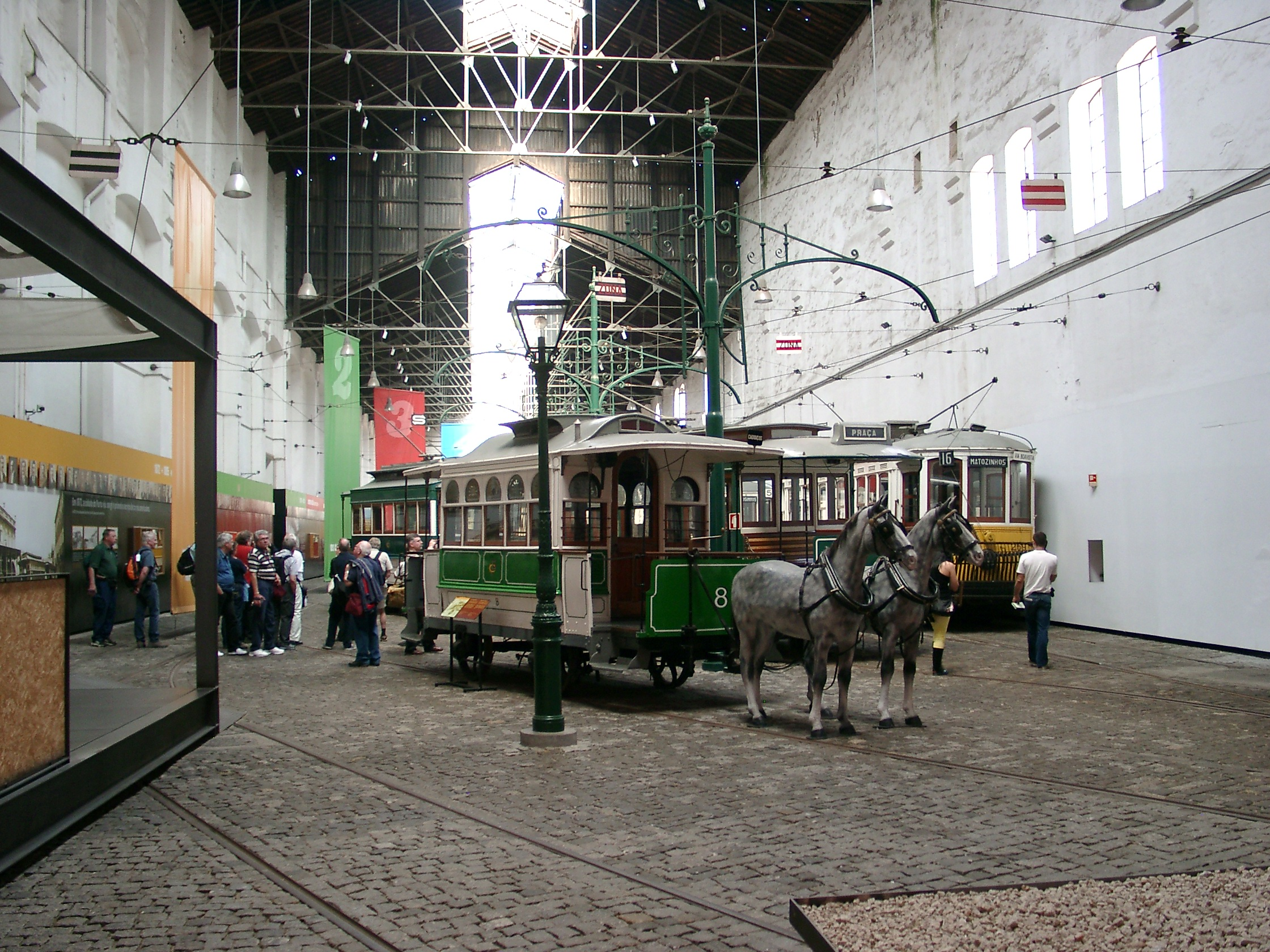
Im Straßenbahnmuseum von Porto

- Museu Nacional dos Coches, Lissabon – Kutschen[24]
- Museu de Marinha, Belém (Lissabon) – Schifffahrt[25]
- Museu do Ar, Sintra – Luftfahrt[26]
- Museu do Caramulo, Caramulo – Automobile[27]
- Museu do Carro Eléctrico, Porto – Straßenbahnen[28]
- Museu do Ciclismo, Caldas da Rainha – Radfahren[29]
- Museu dos Transportes e Comunicações, Miragaia (Porto) – Transport und Kommunikation[30]
- Museu da Carris, Lissabon – Museum der Carris[31]
- Museu de Carros de Cavalos, Santa Leocádia de Geraz do Lima – Pferdewagen[32]
- Navio Museu Santo André, Museumsschiff, Teil des Museu Marítimo de Ílhavo (Meeresmuseum Ílhavo)[33]

Eisenbahnmuseen

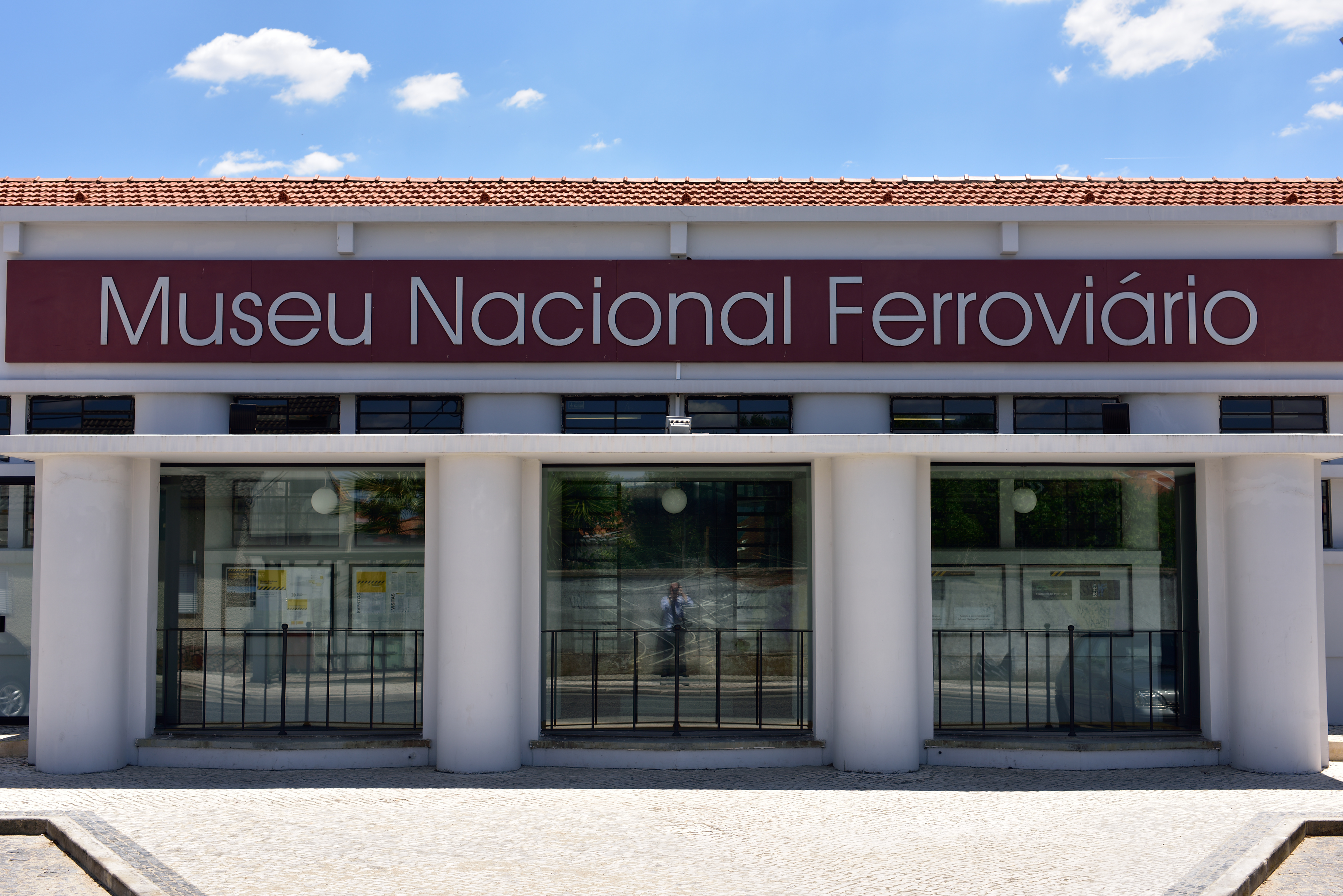
Am Museu Nacional Ferroviário in Entroncamento

- Museu Nacional Ferroviário, Entroncamento[34]
- Museu Ferroviário de Arco de Baúlhe, Arco de Baúlhe[35]
- Museu Ferroviário de Bragança, Bragança[36]
- Museu Ferroviário de Chaves, Chaves[37]
- Núcleo Museológico de Estremoz, Estremoz[38]
- Museu Ferroviário de Lagos, Lagos[39]
- Museu Ferroviário de Lousado, Lousado[40]
- Museu Ferroviário de Macinhata do Vouga, Macinhata do Vouga[41]
- Museu Ferroviário de Santarém, Santarém[42]
- Museu Ferroviário de Valença, Valença[43]

## Russland
- Central Railway Museum, Sankt Petersburg – Eisenbahnen[44]
- Museum of electrical transport, Sankt Petersburg
- U-Bahn Museum Moskau, Moskau – U-Bahn Moskau[45]
- Russisches Eisenbahnmuseum, Sankt Petersburg – Eisenbahnen
- Pereslavl Narrow Gauge Railway Museum, Pereslavl-Zalessky[46]
- Museum of Carriages and Autocars, Moskau[47]
- Vadim Zadorozhny's Technical Museum, Moskau[48]
- Museum of Retro Cars, Moskau[49]
- Museum of Urban Transport, Moskau[50]
- Zentralmuseum der russischen Streitkräfte, Moskau

## Schweden
- Nässjö Järnvägsmuseum, Nässjö, Jönköpings län – Eisenbahnen
- Nynäshamns Järnvägsmuseum, Nynäshamn, Stockholms län – Eisenbahnen
- Marcus Wallenberg-hallen (Scania-Werksmuseum), Södertälje – Kraftfahrzeuge
- Schwedisches Eisenbahnmuseum (Sveriges Järnvägsmuseum), Gävle, Norrland – Eisenbahnen
- Stockholms Spårvägsmuseum, Stockholm – Straßenbahnen

## Schweiz
- Museumsbahn Blonay–Chamby (BC); Meterspur-Museumsbahn von Blonay nach Chamby mit einem Museum in Chaulin.
- Bahnmuseum Kerzers, Kerzers und Kallnach; Private Eisenbahnsammlung der Familie Wymann (aufgelöst)
- EUROVAPOR (Europäische Vereinigung zur betriebsfähigen Erhaltung von Dampflokomotiven und historischem Eisenbahnmaterial), verschiedene Standorte – Eisenbahnen (15 Dampflokomotiven, ein Dieseltriebwagen, ein Eisenbahnkran und 60 Wagen)
- FBW-Museum, Wetzikon
- Flieger-Flab-Museum, Dübendorf
- Verkehrshaus der Schweiz, Luzern
- WAGI Museum Schlieren, Schlieren
- Saurer-Museum, Arbon
- Trammuseum Basel, Basel
- Tram-Museum Bern, Bern
- Trammuseum Zürich, Zürich

## Serbien
- Muzej Vazduhoplovstva (Flugzeuge)
- Eisenbahnmuseum Belgrad (Museum der Serbischen Eisenbahn ŽS)

## Simbabwe
- Zimbabwe National Railways Museum Bulawayo, Matabeleland North – Eisenbahnen

## Slowenien
- Eisenbahnmuseum Ljubljana (Museum der Slowenischen Staatsbahnen)[51]

## Spanien
- Museo del Ferrocarril de Vilanova i la Geltru, Region Barcelona – Nationales Eisenbahnmuseum auf dem ehemaligen Gelände des Bahnbetriebswerkes.[52]

- Museo del Ferrocarril de Madrid, Madrid – Nationales Eisenbahnmuseum im ehemaligen Bahnhofsgebäude Madrid Delicias.[53]

- Chamberí (Metro Madrid) -

## Republik Südafrika
- James Hall Museum of Transport, Johannesburg

## Thailand

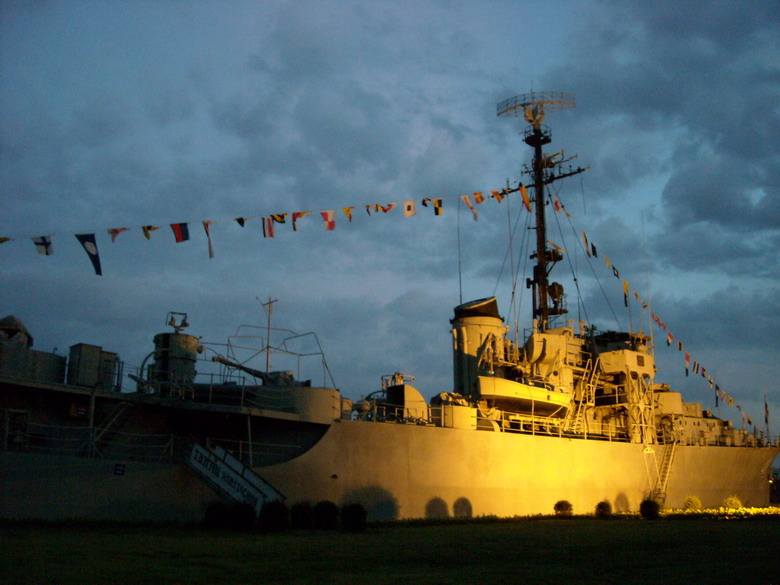
Schiff im Warship museum of the Armed Forces Academies Preparatory School (Thailand)

- Kriegsschiffmuseum der Thailändischen Streitkräfte (Warship museum of the Armed Forces Academies Preparatory School), Amphoe Ban Na, Provinz Nakhon Nayok.

## Tschechien

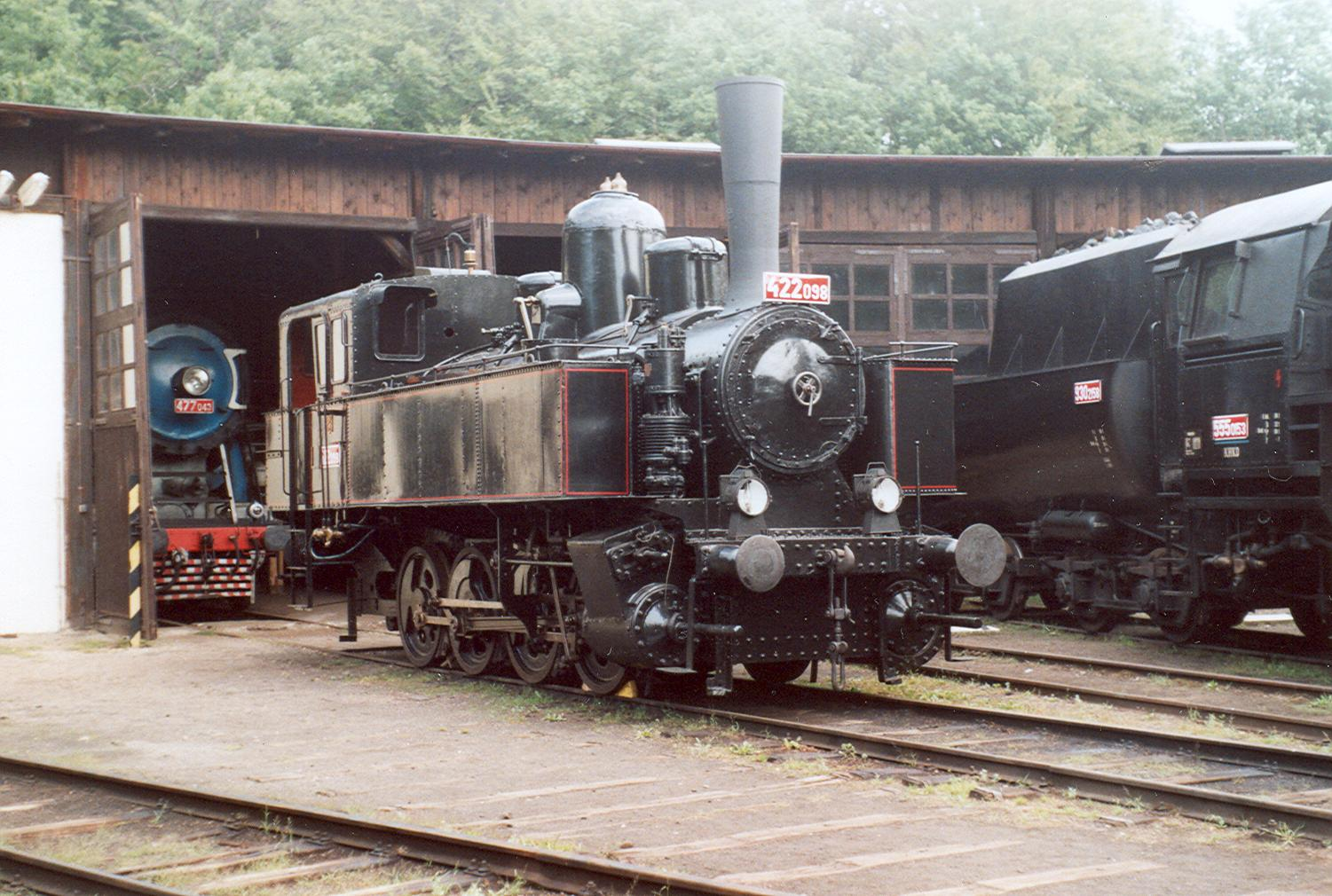
Eisenbahnmuseum Lužná u Rakovníka

- Eisenbahnmuseum Jaroměř, Jaroměř, Královéhradecký kraj – Eisenbahnen
- Eisenbahnmuseum Lužná u Rakovníka (ČD-Museum), Lužná u Rakovníka, Středočeský kraj – Eisenbahnen
- Eisenbahnmuseum Zubrnice, Zubrnice, Ústecký kraj – Eisenbahnen
- Eisenbahnmuseum Zlonice, Zlonice, Středočeský kraj – Eisenbahnen
- Muzeum koněspřežné železnice České Budějovice, Jihočeský kraj – Eisenbahnen
- Muzeum průmyslových železnic Mladějov, Královéhradecký kraj – Eisenbahnen
- Muzeum těžby a dopravy vápence v Českém Krasu – Skanzen Solvayovy lomy, Svatý Jan pod Skalou
- Technisches Nationalmuseum in Prag, Prag
- Museum des öffentlichen Personennahverkehrs Prag, Prag Střešovice
- Muzeum Pošumavských železnic Nové Údolí (dt.: Neuthal) --(Haidmühle)[54]
- Feldbahnmuseum Mladějov (Muzeum průmyslových železnic Mladějov), Mladějov -Schmalspurindustriebahn
- Straßenmuseum in Vikýřovice bei Šumperk

## Türkei
- Rahmi M. Koç Museum, Istanbul – Auto, Fahrrad, Tram, Eisenbahn, Flugzeug, Schiff[55]

## Ungarn
- Bahnhistorischer Park Budapest, Budapest
- Közlekedési Múzeum, Stadtwäldchen, Budapest –Eisenbahn, Tram, Modellschiff, Motorrad, Fahrrad, Kutsche
- U-Bahn-Museum, Budapest

## Uruguay
- Marinemuseum (spanisch Museo Naval), Montevideo

## Vatikanstadt
- Padiglione delle Carozze (Vatikanische Museen)– Landfahrzeuge[56]

## Vereinigte Arabische Emirate
- Emirates National Auto Museum, Abu Dhabi

## Vereinigtes Königreich

### England
- Brooklands, Weybridge, Surrey – Auto-, Motorrad- sowie Luftfahrthistorie, eröffnet 1987
- Coventry Transport Museum, Coventry, Region West Midlands – ?
- Donington Grand Prix Collection, Derby (Derbyshire) – Automobile
- East Anglia Transport Museum, Carlton Colville  –
- Ensignbus Transport Museum, Essex – Busse
- Fleet Air Arm Museum, Yeovilton, Somerset – Luftfahrt
- Greater Manchester's Museum of Transport, Manchester – Landfahrzeuge (Betreiber: Greater Manchester Passenger Transport Authority)
- Haynes Motor Museum, Somerset – Automobile
- Heritage Motor Centre, Warwickshire – Automobile
- Hopetown Carriage Works, Darlington, Durham
- Imperial War Museum Duxford, Duxford bei Cambridge – Teil des Imperial War Museum (London)
- Ingrow Railway Centre, Keighley, West Yorkshire – Eisenbahnen
- Ipswich Transport Museum, Ipswich, Suffolk – Landfahrzeuge, die in dieser Stadt verwendet wurden[57]
- London Canal Museum, London – Landfahrzeuge
- London Motorcycle Museum -Motorräder
- London Transport Museum, London
- Midland Air Museum bei Coventry, Warwickshire – Luftfahrt
- National Maritime Museum, Greenwich und Falmouth – Schifffahrt
- National Motor Museum, Beaulieu, Hampshire – Automobile
- National Motorcycle Museum, Solihull, West Midlands – Motorräder
- National Railway Museum, York – Eisenbahnen
- National Tramway Museum, bei Matlock, Derbyshire – Straßenbahnen
- National Waterways Museum, Ellesmere Port, Gloucester Docks und Stoke Bruerne – Schifffahrt
- Newark Air Museum, Nottinghamshire – Luftfahrt
- North of England Open Air Museum, Grafschaft Durham – Eisen- und Straßenbahnen (Freiluftmuseum)
- Nottingham Transport Heritage Centre, Nottinghamshire – Eisenbahn, Busse, Automobile
- Oxford Bus Museum, Long Hanborough – Linienbusse
- Royal Air Force Museum, Hendon, London – Luftfahrt
- Royal Air Force Museum, Cosford, Shropshire – Luftfahrt
- Locomotion Museum, Shildon, Durham -Eisenbahn
- Shuttleworth Collection, Old Warden, Bedfordshire -Luftfahrt
- STEAM – Museum of the Great Western Railway, Swindon, Wiltshire – Eisenbahnen
- Transport Museum Wythall, Worcestershire – Landfahrzeuge, besonders Linienbusse und Elektrofahrzeuge
- Trolleybus Museum Sandtoft, Lincolnshire – Oberleitungsbusse
- Yorkshire Air Museum – Luftfahrt

### Nordirland
- Ulster Folk and Transport Museum, Belfast – alle Verkehrsarten  (Betreiber: National Museums and Galleries of Northern Ireland [MAGNI])

### Schottland
- Museum of Flight, East Lothian – Luftfahrt
- Museum of Transport, Glasgow – ?

### Wales
- Conwy Valley Railway Museum – Eisenbahnen
- Griffithstown Railway Museum – Eisenbahnen
- Narrow Gauge Railway Museum – Eisenbahnen
- Penrhyn Castle Railway Museum – Schmalspurbahnen
- Rhyl Miniature Railway – Eisenbahnen
- Swansea Museum – Eisenbahnen
- Welsh Highland Railway, Gwynedd

## Vereinigte Staaten

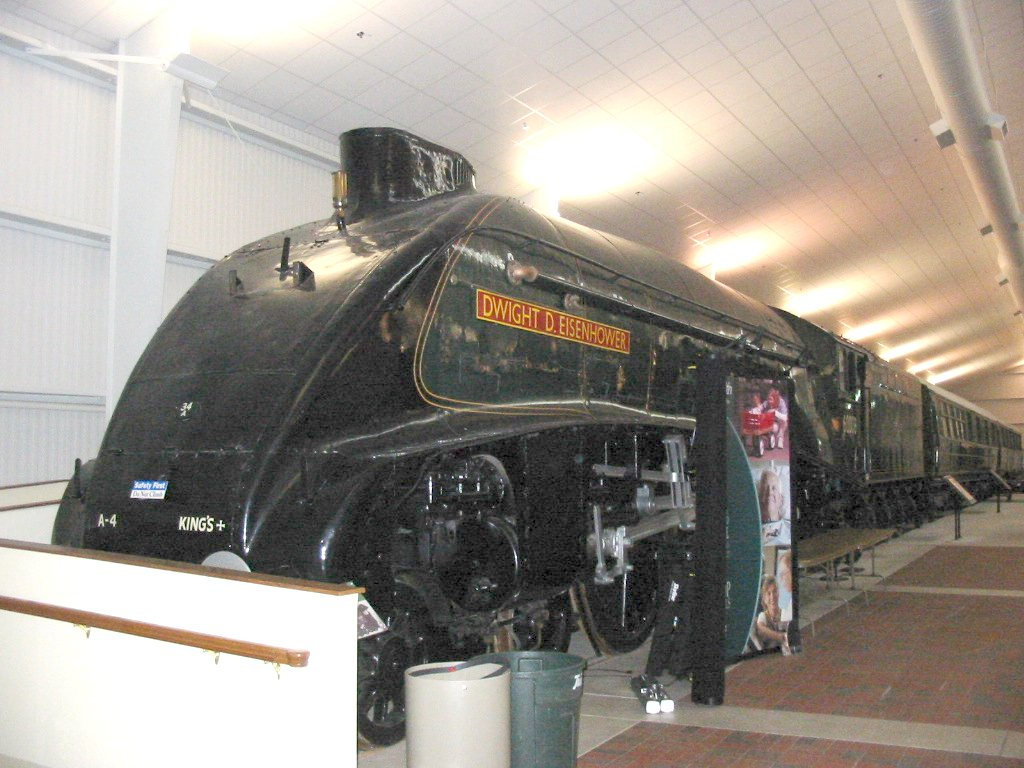
LNER 4496 „Dwight D Eisenhower“ im National Railroad Museum

- Air Zoo, Portage, Michigan – Luftfahrt
- American Airpower Heritage Museum, Midland, Texas
- Automotive Hall of Fame, Dearborn, Michigan – Automobile
- Arizona Street Railway Museum, Phoenix, Arizona – Eisenbahnen
- Auburn Cord Duesenberg Automobile Museum, Auburn, Indiana – Automobile
- Baltimore and Ohio Railroad Museum, Baltimore, Maryland, Mount Clare Station
- Brooklyn Trolley Museum, Brooklyn
- Cable Car Museum, San Francisco, Kalifornien – Straßenbahnen
- California State Railroad Museum, Sacramento, Kalifornien (in Old Sacramento) – Eisenbahnen
- Chesapeake and Ohio Canal National Historical Park
- Colorado Railroad Museum, Golden, Colorado – Eisenbahnen
- Commonwealth Coach & Trolley Museum, Roanoke, Virginia[58]
- Connecticut Trolley Museum, East Windsor, Connecticut – Straßenbahnen
- Douglas Railroad Interpretive Center, Douglas, Wyoming – Eisenbahnen
- Durango and Silverton Narrow Gauge Railroad, Durango, Colorado – Eisenbahnen
- East Troy Electric Railroad Museum, East Troy, Wisconsin – Eisenbahnen
- Edaville Railroad, South Carver, Massachusetts
- Evergreen Aviation & Space Museum, McMinnville, Oregon – Luftfahrt, Exponate: u. a. Hughes H-4, Boeing B-17 und Supermarine Spitfire
- Flying Heritage Collection, Arlington, Washington – Luftfahrt
- Henry Ford Museum and Greenfield Village, Dearborn, Michigan – Automobile
- Forney Transportation Museum, Denver, Colorado – sämtliche Verkehrsarten
- Gold Coast Railroad Museum, Miami-Dade County, Florida
- Golden Gate Railway Museum, San Francisco, Kalifornien – Straßenbahnen
- Great Plains Transportation Museum, Wichita, Kansas
- Herreshoff Marine Museum, Bristol, Rhode Island
- Illinois Railway Museum, Union, Illinois – Eisenbahnen
- Indiana Railway Museum, French Lick, Indiana – Eisenbahnen
- Indiana Transportation Museum, Noblesville, Indiana
- Kentucky Railway Museum, New Haven, Kentucky – Eisenbahnen
- Lane Motor Museum, Nashville, Tennessee – Automobile
- Mariners’ Museum, Newport News, Virginia – Seefahrt
- Midland Railway, Baldwin City, Kansas – Eisenbahnen
- Minnesota Transportation Museum, St. Paul, Minnesota
- Montana Auto Museum, Deer Lodge, Montana[59]
- Monticello Railway Museum, Monticello, Illinois – Eisenbahnen
- Museum of Flight, Seattle, Washington – Luftfahrt
- Museum of Transportation, St. Louis, Missouri – ?
- National Air and Space Museum, Washington, D.C. – Luft- und Raumfahrt (Smithsonian Institution)
- National Capital Trolley Museum, Montgomery County, Maryland – Straßenbahnen
- National Museum of the United States Air Force, ehem. US Air Force Museum, Dayton, Ohio – Luftfahrt
- National Railroad Museum, Green Bay, Wisconsin – Eisenbahnen
- Nevada Northern Railway Museum, Ely, Nevada – Eisenbahnen

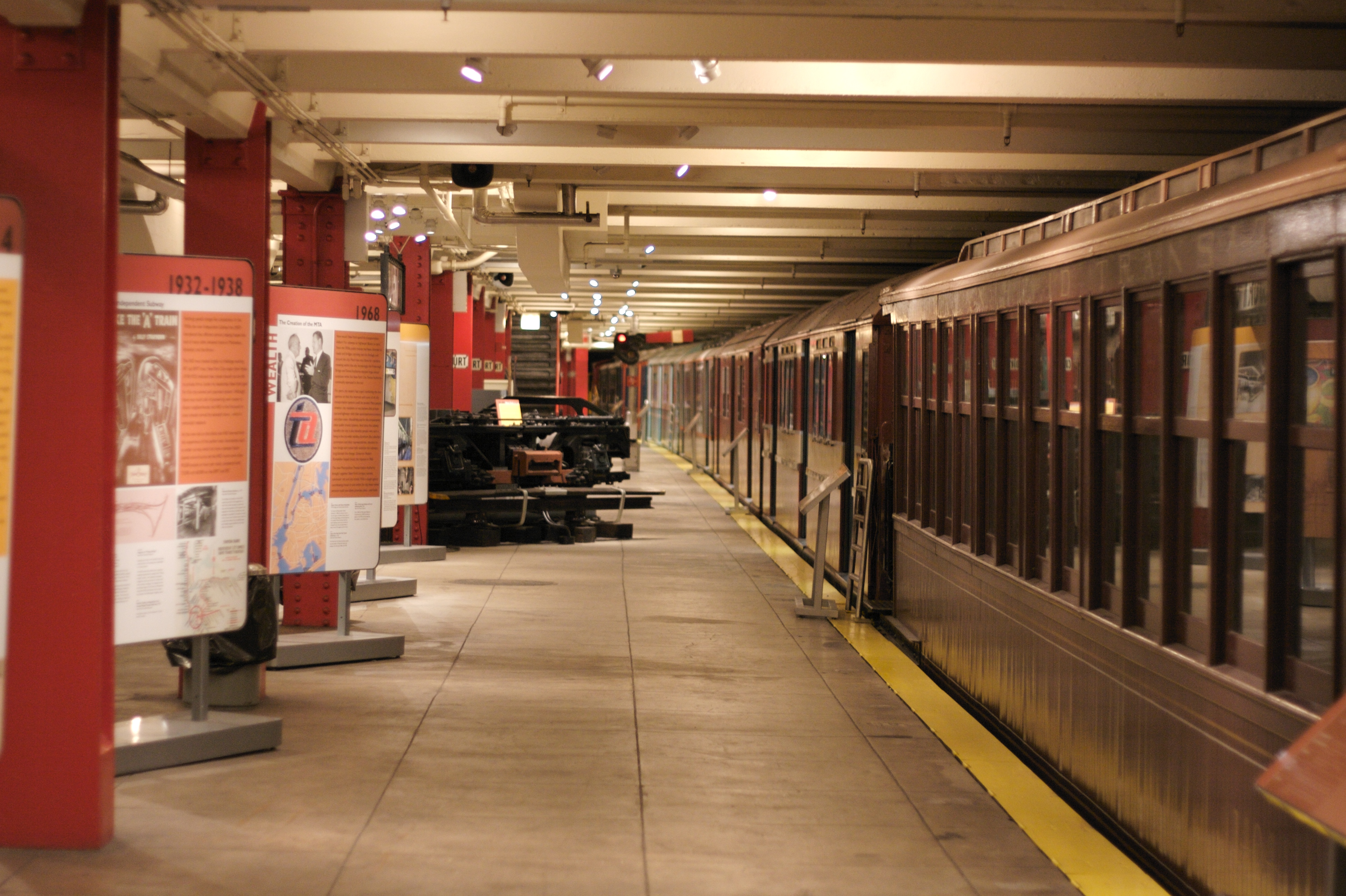
New York Transit Museum

- New York Transit Museum, Brooklyn, New York – U-Bahn
- North Carolina Transportation Museum, Spencer, North Carolina
- Northwest Railway Museum, Snoqualmie, Washington – Eisenbahnen
- Ohio Railway Museum, Worthington, Ohio – Eisenbahnen
- Orange Empire Railway Museum, Perris, Kalifornien – Eisenbahnen
- Oregon Electric Railway Museum, Brooks, Oregon – Straßenbahnen (Betreiber: Oregon Electric Railway Historical Society)
- Owls Head Transportation Museum, Owls Head, Maine
- Pacific Coast Air Museum, Santa Rosa, Kalifornien – Luftfahrt
- Pennsylvania Trolley Museum, Washington, Pennsylvania – Straßenbahnen
- Petersen Automotive Museum, Los Angeles, Kalifornien – Automobile
- Pima Air & Space Museum, Tucson, Arizona – Luft- und Raumfahrt
- Railroad Museum of the Niagara Frontier, North Tonawanda, New York – Eisenbahnen
- Railroad Museum of Pennsylvania, Strasburg, Pennsylvania – Eisenbahnen
- R.E. Olds Transportation Museum, Lansing, Michigan – Automobile
- San Diego Air & Space Museum, San Diego, Kalifornien – Luft- und Raumfahrt

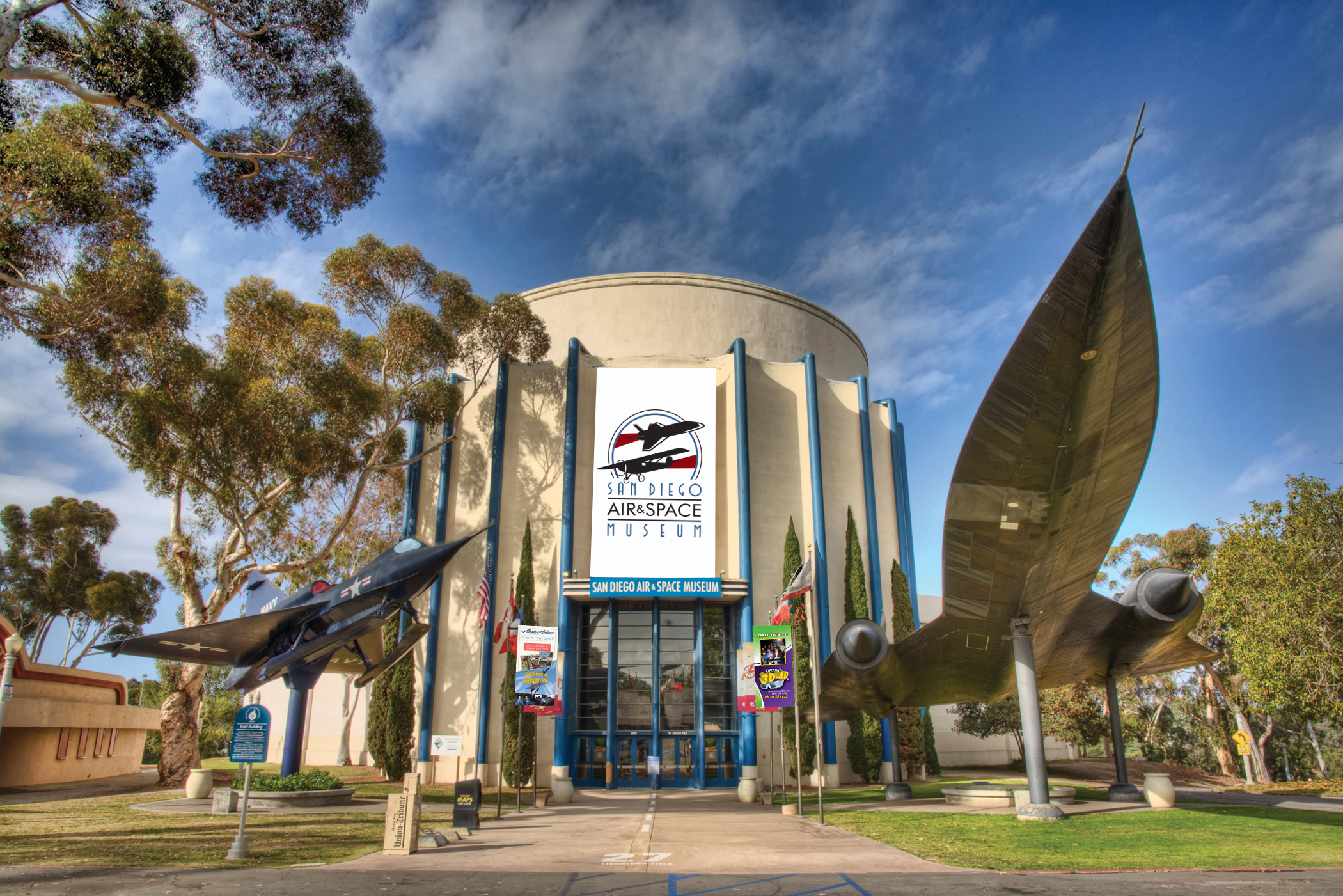
San Diego Air & Space Museum

- San Diego Model Railroad Museum, San Diego, Kalifornien – Eisenbahnen
- San Francisco Maritime Museum, San Francisco, Kalifornien – Schifffahrt
- San Francisco Railway Museum, San Francisco, Kalifornien – Straßenbahnen
- Seashore Trolley Museum, Kennebunkport, Maine – Straßenbahnen[60]
- Shelburne Falls Trolley Museum, Shelburne Falls, Massachusetts – Straßenbahnen
- Shore Line Trolley Museum, East Haven, Connecticut – Straßenbahnen
- South Coast Railroad Museum, Goleta, Kalifornien – Eisenbahnen
- Southern Arizona Transportation Museum, Tucson, Arizona – Eisenbahnen
- Steamtown National Historic Site, Scranton, Pennsylvania – Eisenbahnen
- Steven F. Udvar-Hazy Center (Teil des Smithsonian National Air and Space Museum), Fairfax County, Virginia – Flugzeuge (u. a. Boeing B-29 „Enola Gay“) sowie Space Shuttle Enterprise
- Tallahassee Antique Car Museum (Tallahassee Automobile Museum and Unique Collectibles), Tallahassee, Florida – Automobile
- Tennessee Central Railway Museum, Nashville, Tennessee – Eisenbahnen
- Tennessee Valley Railroad Museum, Chattanooga, Tennessee – Eisenbahnen
- Tillamook Air Museum, Tillamook, Oregon – Luftfahrt
- Travel Town Museum, Los Angeles, Kalifornien – Eisenbahnen
- Trolley Museum of New York, Kingston, New York – Straßenbahnen
- Virginia Museum of Transportation, Roanoke, Virginia – Eisenbahnen und Automobile
- United States Naval Undersea Museum, Keyport, Washington – U-Boote
- U.S. Army Transportation Museum, Fort Eustis, Newport News, Virginia – U.S. Army
- Volo Auto Museum, Volo, Lake County, Illinois – Automobile
- Walter P. Chrysler Museum, Auburn Hills, Michigan – Automobile
- Western Pacific Railroad Museum, Portola, Kalifornien[61]
- Western Railway Museum, Suisun City, Kalifornien – Eisenbahnen
- White Pass and Yukon Route, Skagway, Alaska ←→ Whitehorse, Yukon – Museumszug
- Wyoming Transportation Museum, Cheyenne, Wyoming – Eisenbahnen und Bahnhofsnachbildungen
- Yankee Air Museum, Belleville, Michigan – Luftfahrt